# Colmar

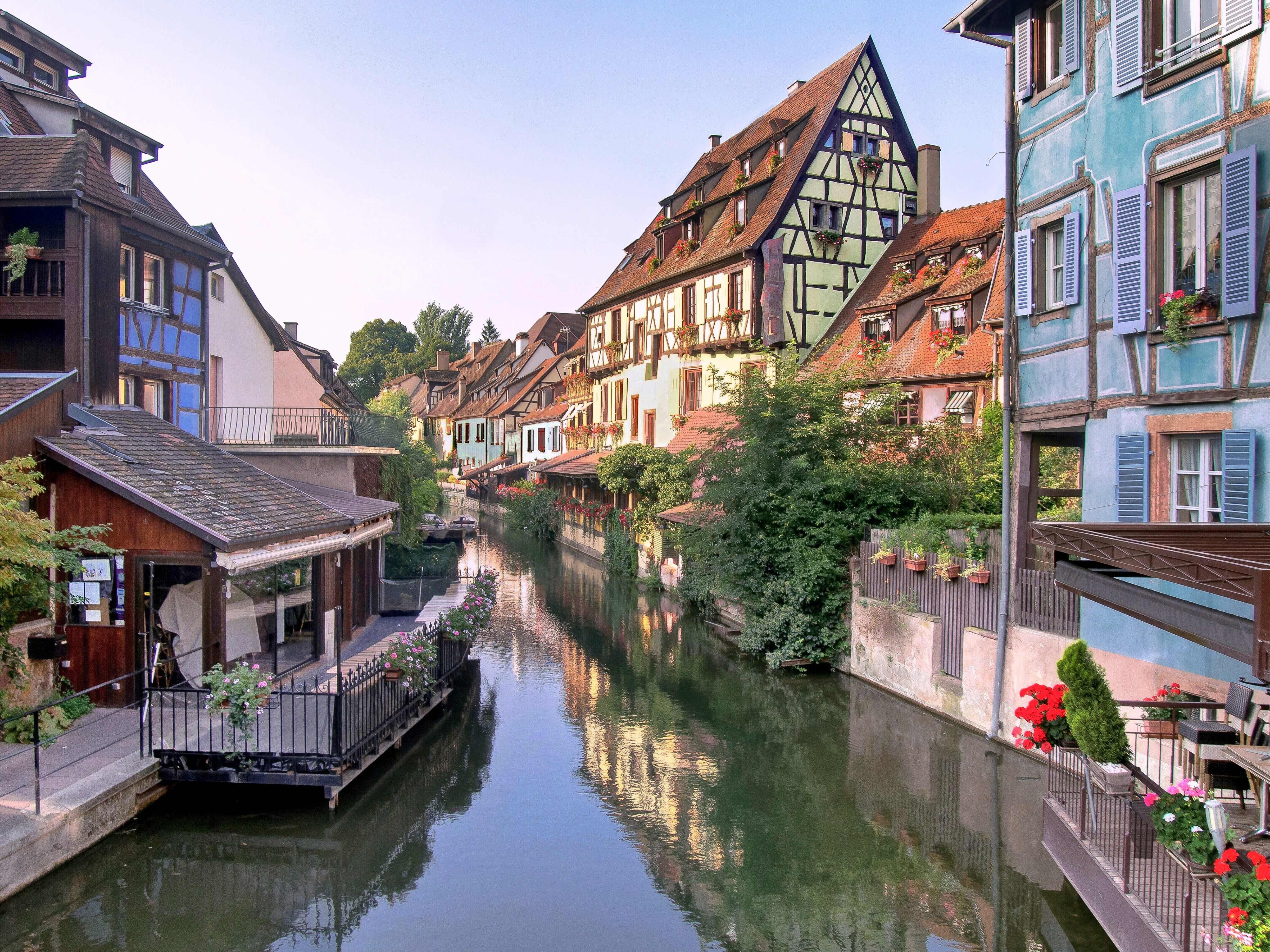
La Petite Venise

Colmar [kɔlmaʁ] (elsässisch Colmer [kolmər], deutsch auch Kolmar) ist nach Straßburg und Mülhausen die drittgrößte Stadt im Elsass (Europäische Gebietskörperschaft Elsass) und Hauptort des Départements Haut-Rhin in der Region Grand Est. Zum 1. Januar 2022 hatte Colmar 67.360 Einwohner in der Stadt sowie 113.600 im Großraum.
Colmar liegt an der Elsässer Weinstraße und bezeichnet sich gern als Hauptstadt der elsässischen Weine. Die Stadt ist berühmt für ihr gut erhaltenes architektonisches Erbe aus sechs Jahrhunderten und für ihre Museen, darunter das Unterlinden-Museum mit dem Isenheimer Altar. Colmar ist die Geburtsstadt berühmter Künstler wie Martin Schongauer, Frédéric-Auguste Bartholdi, Ernst Stadler und Jean-Jacques Waltz.
Die Stadt wurde erstmals 823 urkundlich bezeugt. 1226 wurde sie von Kaiser Friedrich II. zur Reichsstadt erhoben. 1575 konnte die Reformation einen teilweisen Einzug halten. Im Frieden von Nimwegen 1679 gelangte Colmar an Frankreich und teilt seither die Geschichte des Elsass.

## Geographie
Colmar liegt am Westrand der oberrheinischen Tiefebene etwa auf halbem Weg zwischen Basel (60 km entfernt) und Straßburg (65 km entfernt). Im Südosten wird der Ort in einem Rechtsbogen von der Lauch durchflossen, die unweit östlich in die Ill mündet. Die Bewässerung der Altstadt erfolgt seit dem 18. Jahrhundert auch durch den Canal du Logelbach, der bei Turckheim Wasser aus der Fecht nach Colmar ableitet.

## Politik
Die Stadt ist Sitz der Präfektur des Départements Haut-Rhin und außerdem Sitz des höchsten elsässischen Gerichts (Cour d’appel de Colmar, 1871 bis 1918 Oberlandesgericht Colmar). Die Präfektur verwaltet auch das Arrondissement Colmar-Ribeauvillé. Colmar ist Sitz des Gemeindeverbandes Colmar Agglomération.

### Wappen
Blasonierung: „Gespalten von Rot und Grün, belegt mit einem linksschrägen goldenen Streitkolben mit fünfzackigem Stern.“ 

## Geschichte

### Ereignisgeschichte

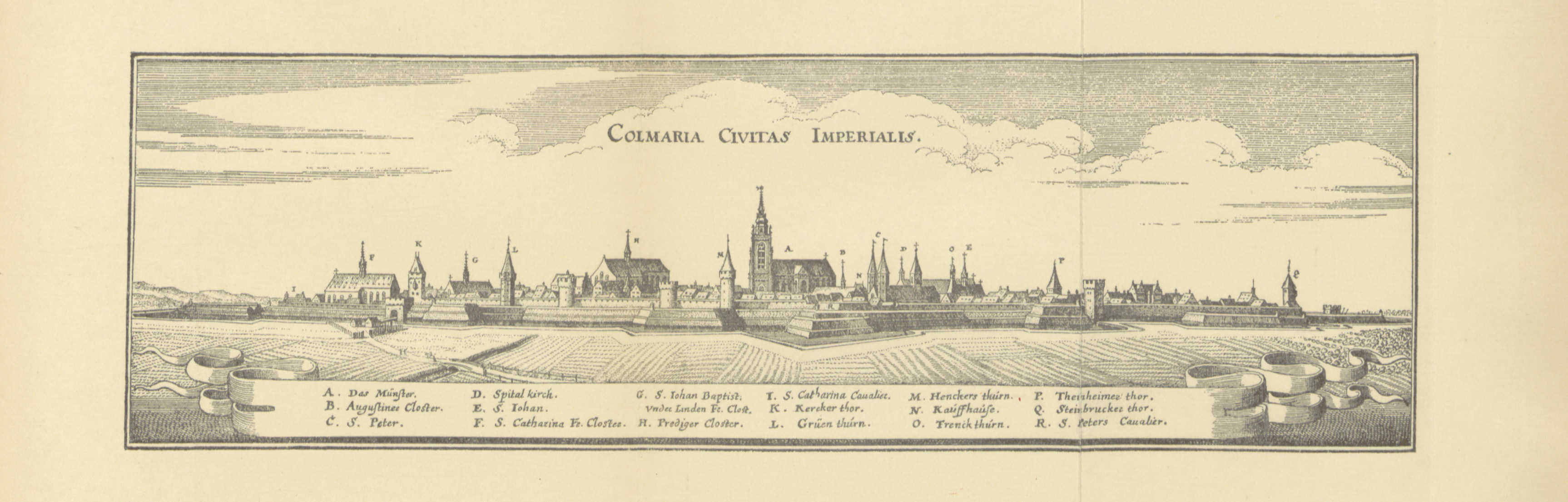
Ansicht der Stadt Colmar im Jahr 1644, nach dem Stich von Matthäus Merian in der Topographia Alsatiæ

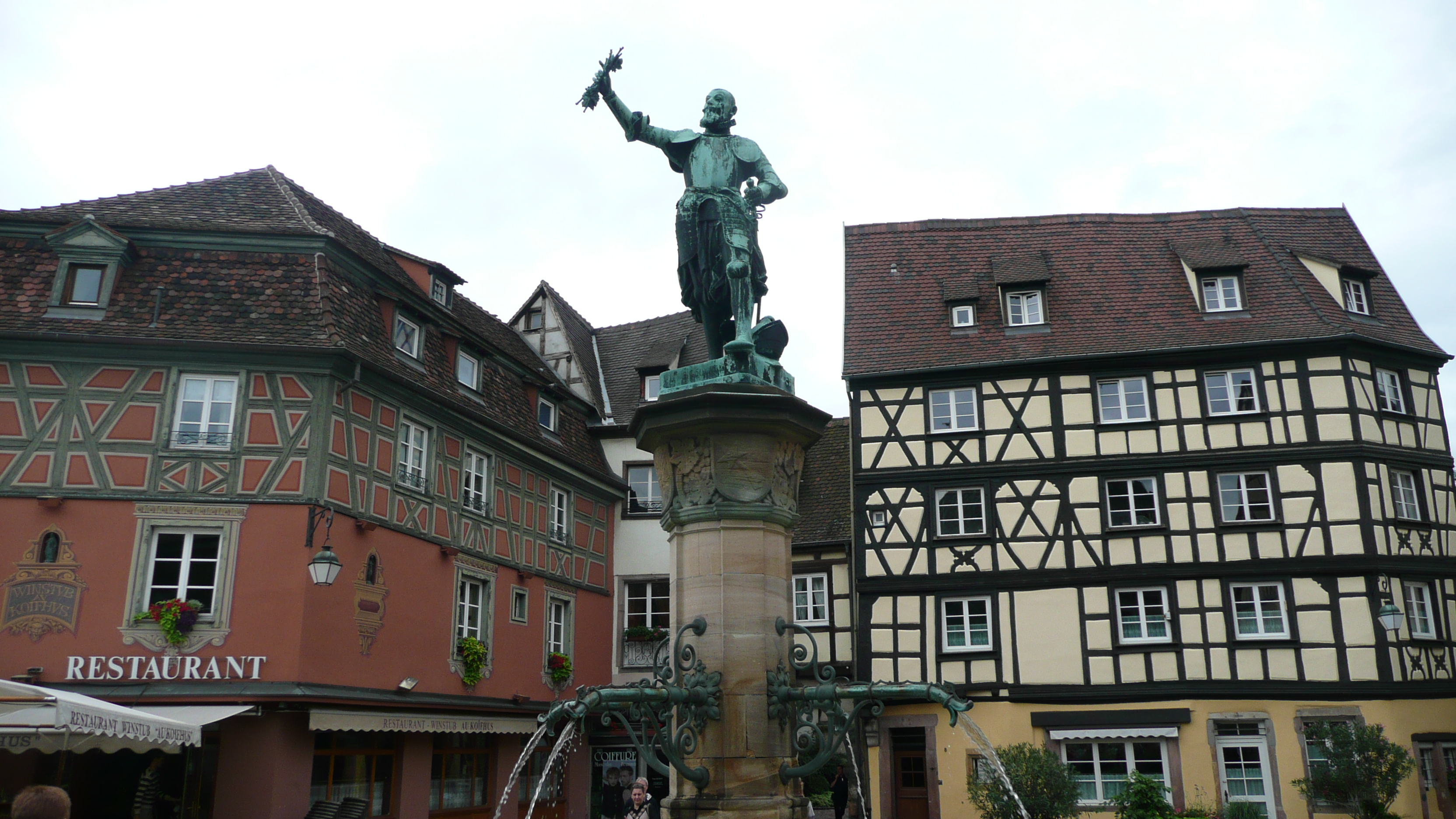
Schwendi-Brunnen von Frédéric-Auguste Bartholdi, errichtet 1898 zu Ehren von Lazarus von Schwendi

#### Mittelalter
Colmar (lateinisch Columbaria oder Colmaria) wurde als Königsgut unter dem Namen Columbarium (Fiscum), „Taubenhaus“, auch Kolumbarium, im Jahr 823 erstmals urkundlich erwähnt. Anfang des 13. Jahrhunderts – wahrscheinlich nach 1214 – wurde der Ort Colmar auf Veranlassung des Landvogts Albinus Wölfel (oder Wölfelin) mit einer Ringmauer umgeben, die 1220 fertiggestellt war. 1226 wurde Colmar durch eine Urkunde des römisch-deutschen Kaisers Friedrich II. zur Stadt erhoben und freie Reichsstadt.
Im Jahr 1261 wurde die Stadt durch Gottfried I.von Habsburg-Laufenburg und Graf Rudolf in der Fehde mit Walther von Geroldseck eingenommen.
Während der Pestpogrome wurde die blühende jüdische Gemeinde von Colmar 1348/49 vernichtet.
Der Rat der Stadt übergab 1360 die Macht an die Berufskorporationen. Im 14. Jahrhundert trat Colmar dem Zehnstädtebund bei. Seit 1564 bestand in Colmar wie in anderen Städten am Oberrhein eine bekannte Meistersingerschule. Josel von Rosheim führte 1548 einen Prozess für die Juden der Stadt Colmar vor dem Reichskammergericht wegen des seiner Ansicht nach unzulässigen Marktverbotes der Stadt für sie. 1512 mussten alle Juden die Stadt verlassen, Synagoge und jüdischer Friedhof wurden vom Kaiser Maximilian I. beschlagnahmt und an die Stadt verkauft.

#### Reformation und Gegenreformation
Am 15. Mai 1575 wurde in der Franziskanerkirche in Colmar (heute Église protestante Saint-Matthieu) der erste lutherische Gottesdienst abgehalten. Trotz der geographischen Nähe zu wichtigen Zentren der protestantischen Bewegung wie Straßburg, Basel und Schlettstadt dauerte es ein halbes Jahrhundert, ehe die Stadtverwaltung den Colmarer Protestanten ihre liturgischen Bräuche genehmigte.

#### Dreißigjähriger Krieg
Im Dreißigjährigen Krieg wurde Colmar 1632 von schwedischen Truppen belagert und eingenommen. Die Stadt erhielt eine französische Garnison, deren lutherischer Kommandant de Manicamp (Achille de Longueval, seigneur de Manicamp, gouverneur de Colmar et de la Fère) zum Gouverneur des Oberelsass ernannt wurde.

#### Colmar unter französischer Herrschaft
Truppen des französischen Königs Ludwig XIV. besetzten Colmar im Jahr 1673. Die Ortschaft wurde 1680 zusammen mit Türkheim, Kaysersberg und Münster im Georgiental mit deren Besitz (24 Ortschaften) vom Königreich Frankreich annektiert. Colmar wurde Sitz der „Allgewaltigen Ratsversammlung der Provinz Elsass“. Colmar wurde 1791 Sitz der Verwaltung des Departements Haut-Rhin. 

#### Colmar im 19. Jahrhundert
Im 19. Jahrhundert entwickelte sich in Colmar eine leistungsfähige Textilindustrie. Nach Ende des Deutsch-Französischen Krieges (1870/71) wurde Colmar Teil des neugebildeten Reichslandes Elsass-Lothringen im Kaiserreich, die Stadt wurde Hauptstadt des Bezirks Oberelsass und Sitz eines eigenen Oberlandesgerichtes. 1902 wurde in der Stadt der Betrieb der Straßenbahn eröffnet, die 1960 stillgelegt wurde.

#### Zwischenkriegszeit
Nach dem Ende des Ersten Weltkrieges wurde Colmar von 1918 bis 1919 zusammen mit dem übrigen Elsass wieder ein Teil von Frankreich. In der folgenden Zeit war die Stadt, Heimat und Hauptwirkungsstätte des deutschfeindlichen Zeichners Hansi, Austragungsort zweier Konfrontationen im Rahmen der schwierigen Wiedereingliederung des Elsass in das zentralistische und assimilatorische Frankreich. Zwei Tage nach dem Einmarsch der französischen Truppen kam es zu einem Pogrom gegen Deutsche und Juden. In den Ausschreitungen wurden etwa ein Dutzend deutscher Geschäftshäuser, darunter neun in jüdischem Besitz, von einem Mob geplündert und angezündet. So genannte Altdeutsche, also nach 1871 eingewanderte Personen sowie deutschfreundliche Elsässer wurden enteignet und mussten im Winter 1918 innerhalb von 24 Stunden die Stadt verlassen. Die Personen wurden auf LKW verfrachtet und über die Grenze gefahren. Die Vertriebenen durften nur wenig Handgepäck und etwas Bargeld mitnehmen.
Am 22. August 1926 kam es zu den als blutiger Sonntag von Colmar bekannten Übergriffen französischer Nationalisten auf eine von der Präfektur erlaubte Versammlung elsässischer Autonomisten, bei denen Gendarmen die Angreifer unterstützten und Autonomisten verhafteten. 1928 war die Stadt Schauplatz des Komplott-Prozesses von Colmar, eines politisch bestimmten Verfahrens gegen einige „Heimatrechtler“ und „Muttersprachler“ (u. a. Karl Roos, Joseph Rossé, Eugène Ricklin, Robert Ernst), welche teils die graduellen Errungenschaften regionaler Selbstbestimmung aus der deutschen Zeit (1911) zu behalten suchten, teils für die Wiederangliederung an das Reich kämpften und von Frankreich als Separatisten betrachtet wurden.

#### Zweiter Weltkrieg
Im Zweiten Weltkrieg wurde Colmar 1940 nach der Niederlage Frankreichs als Teil des Reichsgaus Baden-Elsass de facto dem Großdeutschen Reich angeschlossen. Die Synagoge wurde geplündert und die jüdischen Einwohner nach Südfrankreich in Internierungslager deportiert. Viele wurden später vom Vichy-Regime in den Holocaust ausgeliefert und in den Vernichtungslagern des Holocaust ermordet. Ab 1942 wurden die Männer von Colmar völkerrechtswidrig in die Wehrmacht eingezogen (Malgré-nous). Am 2. Februar 1945 wurde die Stadt nach erbitterten Kämpfen in der Kesselschlacht von Kolmar (Poche de Colmar), der letzten großen Schlacht des Zweiten Weltkriegs auf französischem Territorium, durch die Westalliierten befreit. Es gab jedoch kleinere Schlachten im Rahmen der Operation Undertone noch ab 15. März 1945 im Nordelsass und in Lothringen.

#### Nachkriegszeit
Mit der Gründung der Weinmesse Foire aux vins und des Musikfestivals Festival international de Colmar erhielt Colmar 1947 beziehungsweise 1980 zwei der international bekanntesten alljährlichen Veranstaltungen des Elsass. Colmar wird seit 1947 ununterbrochen von Bürgermeistern aus dem konservativen Lager regiert. 1945–1947 hatte Édouard Richard von der sozialdemokratischen SFIO wieder den Posten übernommen, den er bereits 1935–1940 innehatte. Seine Nachfolger Joseph Rey (MRP, 1947–1977), Edmond Gerrer (UDF, 1977–1995) und Gilbert Meyer (UMP, seit 1995) gehör(t)en jedoch allesamt christlich-demokratisch geprägten Parteien an.

### Bevölkerungsentwicklung
| Jahr | Einwohner | Anmerkungen |
| ---- | --------- | --- |
| 1780 | › 15.000  | in 1278 Häusern bei 1877 Feuerstellen (Haushaltungen) |
| 1824 | 14.300    | davon 9000 Katholiken, 5000 Protestanten und 300 Juden |
| 1841 | 19.908    | |
| 1861 | 22.629    | |
| 1872 | 23.045    | am 1. Dezember, in 2220 Häusern; nach anderen Angaben 23.669 Einwohner |
| 1875 | 23.990    | |
| 1880 | 26.106    | [ 18 ] |
| 1885 | 26.537    | davon 18.838 Katholiken, 6539 Evangelische und 1109 Juden |
| 1890 | 30.399    | [ 18 ] |
| 1900 | 36.844    | mit der Garnison (ein Infanterieregiment Nr. 171, ein Jägerbataillon Nr. 84, eine Maschinengewehrabteilung Nr. 14, ein Dragonerregiment Nr. 14, eine Eskadron Jäger zu Pferde Nr. 14), davon 10.861 Evangelische, 1204 Juden |
| 1905 | 41.791    | [ 18 ] |
| 1910 | 43.808    | am 1. Dezember, davon 29.604 Katholiken, 12.783 Evangelische und 1202 Juden; 1898 mit französischer Muttersprache und 165 mit italienischer Muttersprache                                                                    |

| Jahr      | 1931   | 1946   | 1962   | 1968   | 1975   | 1982   | 1990   | 1999   | 2007   | 2018   |
| --------- | ------ | ------ | ------ | ------ | ------ | ------ | ------ | ------ | ------ | ------ |
| Einwohner | 46.518 | 46.124 | 52.355 | 59.550 | 64.771 | 62.483 | 63.498 | 65.118 | 66.560 | 68.703 |

### Kolmarer Liederhandschrift
Die Kolmarer Liederhandschrift enthält etwa 950 Liedertexte auf 107 Melodien von verschiedenen Künstlern der Sangspruchdichtung und des Meistergesangs. Sie entstand vermutlich um 1460 in Mainz oder Speyer; 1546 erwarb Jörg Wickram den Codex in Schlettstadt und gründete im selben Jahr eine Meistersingergesellschaft in Colmar. Die Handschrift verschwand in den Wirren eines Bürgerkriegs, wurde kurzzeitig 1789 wiedergefunden, galt aber wieder als verschollen, bis sie 1857 in einem Basler Buchantiquariat gefunden und im selben Jahr von der königlichen Hof- und Staatsbibliothek in München erworben wurde. Dort wird sie unter dem Siegel Cgm-4997 verwahrt.

## Kultur und Sehenswürdigkeiten

### Kirchen und Kapellen

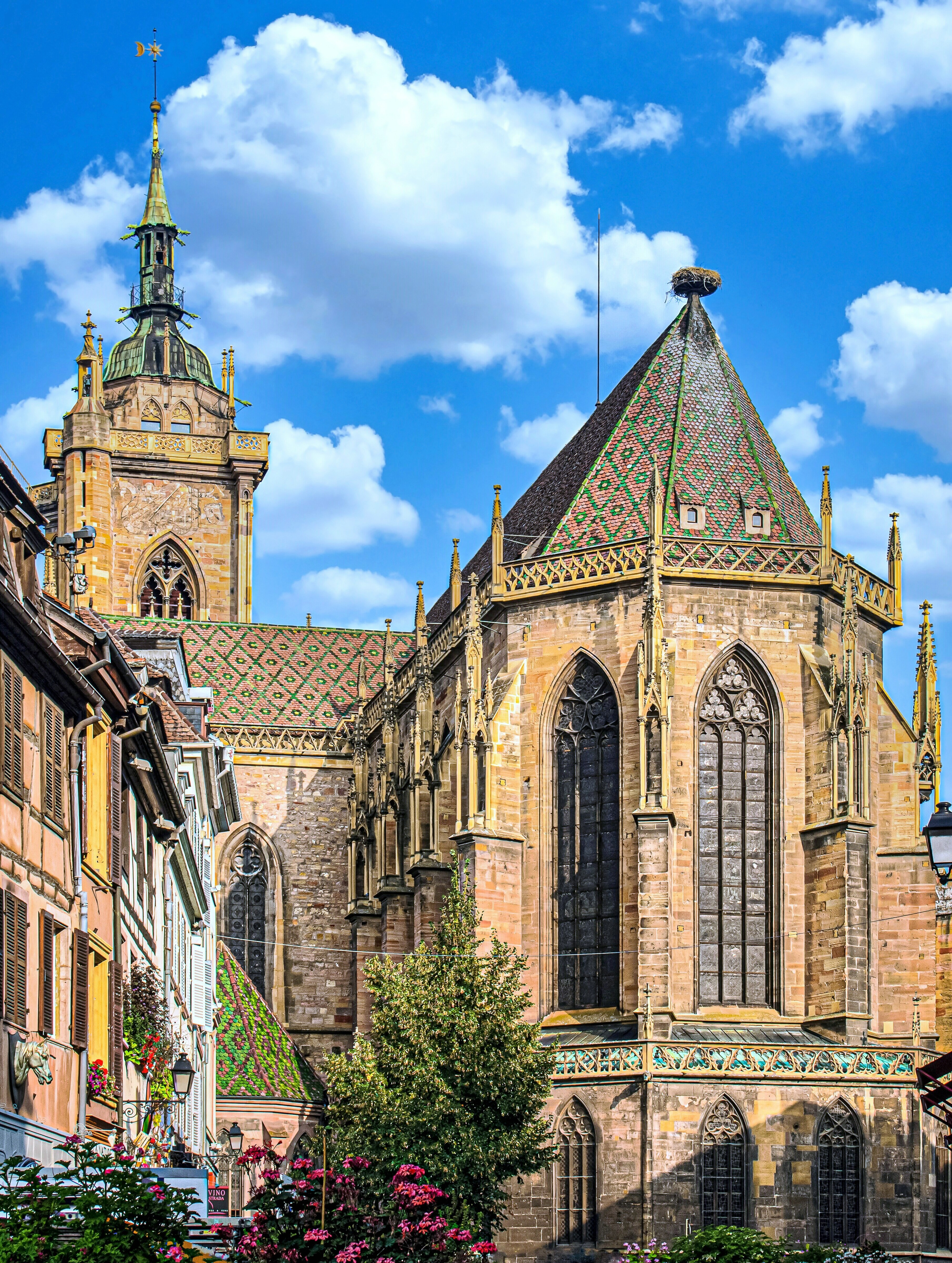
Das Münster zu Colmar

- Martinsmünster Colmar

Die Hauptkirche der Stadt ist das gotische Martinsmünster mit seinem 71 Meter hohen Turm.

- Dominikanerkirche

In der im 13. Jahrhundert entstandenen Dominikanerkirche befinden sich das Gemälde Madonna im Rosenhag von Martin Schongauer aus dem Jahr 1473 sowie im Chor die größte erhaltene Sammlung von mittelalterlichen Bleiglasfenstern der Stadt (14. Jahrhundert).

- Franziskanerkirche

Die ebenfalls großzügig dimensionierte ehemalige Franziskanerkirche, die heutige protestantische Kirche Saint-Matthieu, besitzt innen einen für den Oberrhein seltenen Lettner, eine bemalte Holzflachdecke, eine Orgel von Andreas Silbermann sowie Fenster von Peter Hemmel von Andlau.

### Bauwerke
In Colmar befinden sich zahlreiche bedeutende Bürgerhäuser aus dem Mittelalter und der Renaissance, die der Altstadt über die Jahrhunderte ihren Charakter erhalten haben.
Das 1480 errichtete und im 16. Jahrhundert erweiterte Koïfhus, elsässisch für Kaufhaus (französisch Ancienne Douane), beherbergte die ehemalige Zollstation. Im Erdgeschoss wurden die Waren gelagert und im darüber liegenden Raum im ersten Stock versammelten sich die Abgesandten des Zehnstädtebunds. Der Nordflügel ist ein Anbau aus dem 16. Jahrhundert. Im Wohnhaus links wurde 1771 Jean Rapp, der spätere General Napoleons, geboren.
Prachtvolle Beispiele sind auch das 1537 für einen reichen Hutmacher erbaute Pfisterhaus (Maison Pfister) sowie das Kopfhaus (Maison des Têtes) im Renaissance-Stil von 1609, dessen Fassade mit mehr als 100 Köpfen verziert ist. Heute im Besitz der Winzergenossenschaft, beherbergt es u. a. ein Restaurant.
Weitere Gebäude aus dieser Zeit sind die ehemalige Wache (Ancien Corps de garde) und das Haus der Ritter des Johanniterordens (Maison des Chevaliers de St. Jean), die beide in einem von der italienischen Renaissance angeregten Stil gestaltet wurden. Die ehemalige Zunftstube der Ackerleute (Poêle des Laboureurs) von 1626 trägt bereits erste Züge von Barockarchitektur.
Bedeutende Bauwerke des Klassizismus sind das Gerichtsgebäude (Tribunal) in der Grand Rue (nicht zu verwechseln mit dem repräsentativen wilhelminischen Oberlandesgericht Cour d’Appel in der Avenue Poincaré) und das ehemalige Spital (Ancien Hôpital).
Der Bahnhof, erbaut von 1902 bis 1907 im Stil des Eklektizismus, ist ein Mix aus Neorenaissance, Neobarock und Jugendstil. Der Bau wurde scharf kritisiert (u. a. von Jean-Jacques Waltz), weil er nach dem Vorbild des Bahnhofs von Danzig gebaut worden war. Insbesondere der Glockenturm wurde als störend empfunden, dabei war er seinerzeit modisch, so hat z. B. die Stadt Belfort einen ganz ähnlichen Bahnhofsturm gebaut.
Eine weitere Sehenswürdigkeit ist das am Fluss Lauch liegende Viertel Krutenau, elsässisch für „Kräuter-Aue“. Auf Französisch wird es Petite Venise („Klein-Venedig“) genannt und es beherbergt sehr schöne Häuser und Brücken. Das Viertel grenzt an das ehemalige Gerberviertel (Quartier des Tanneurs), das ein ebenso einheitliches, wenn auch schlichteres Bild als die Innenstadt aufweist.
In der Nähe der Krutenau liegt das Fischerufer (Quai de la Poissonnerie), das zu den meistfotografierten Motiven der Stadt zählt.

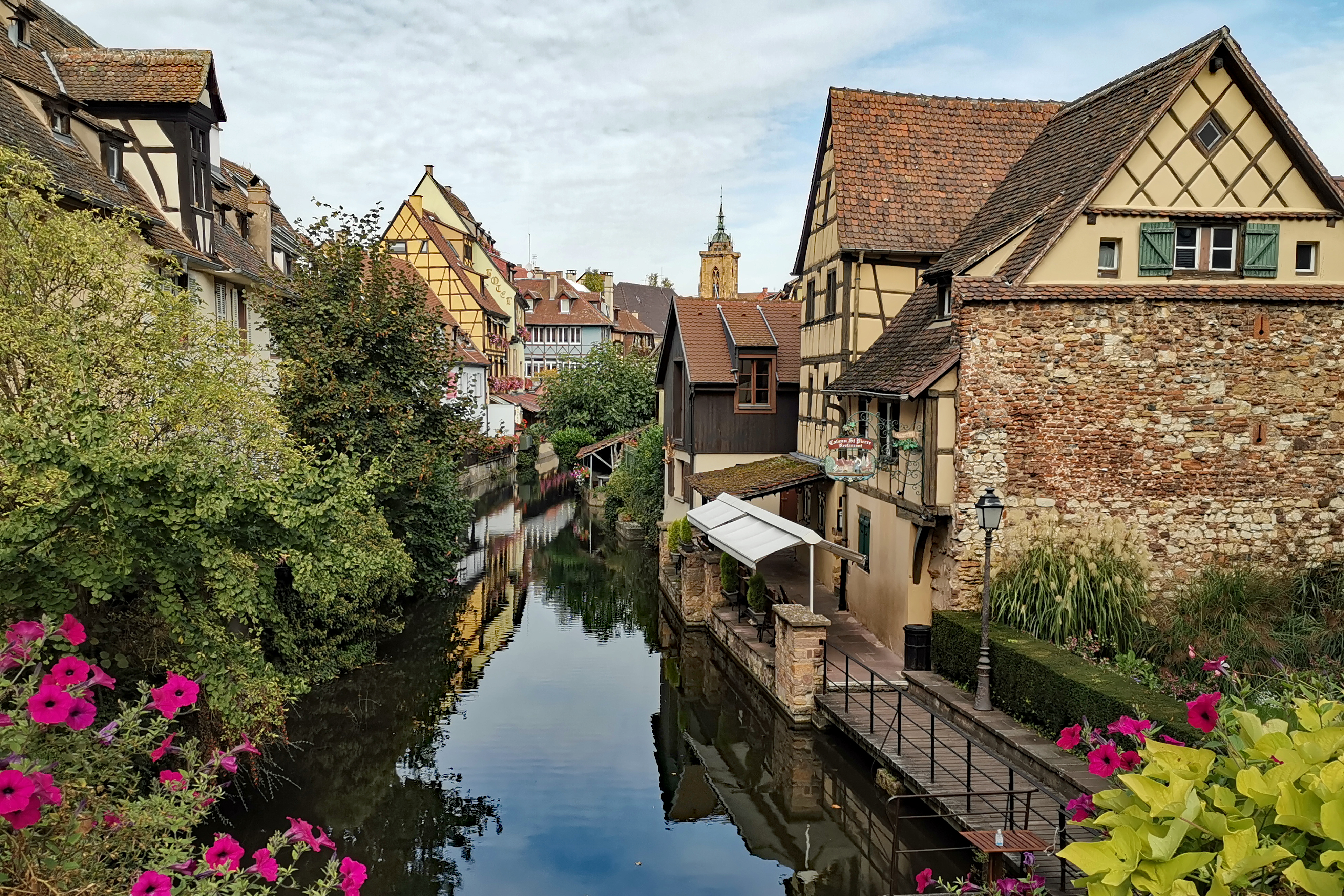
Klein-Venedig von der Pont St. Pierre …
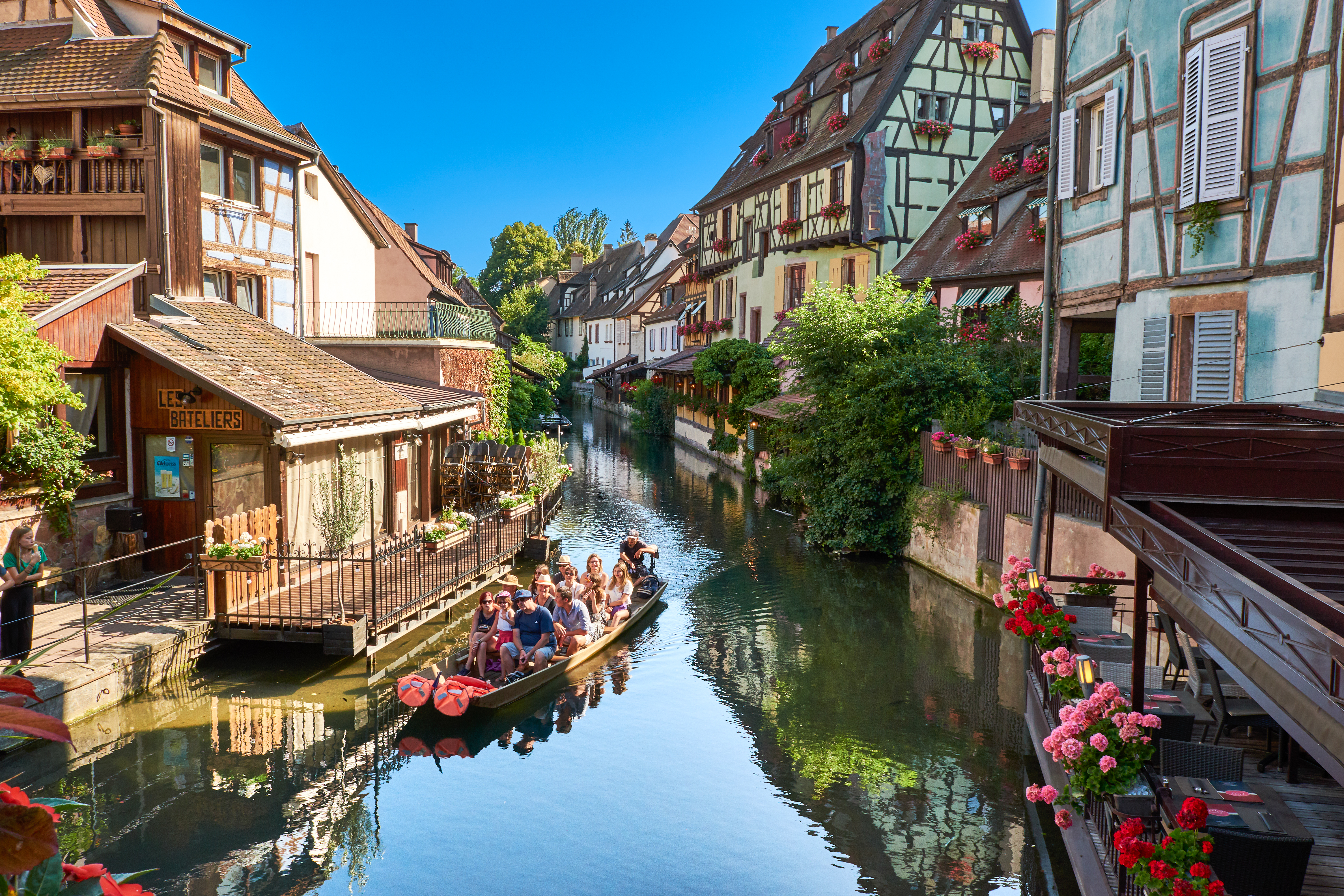
… an der Rue de Turenne …
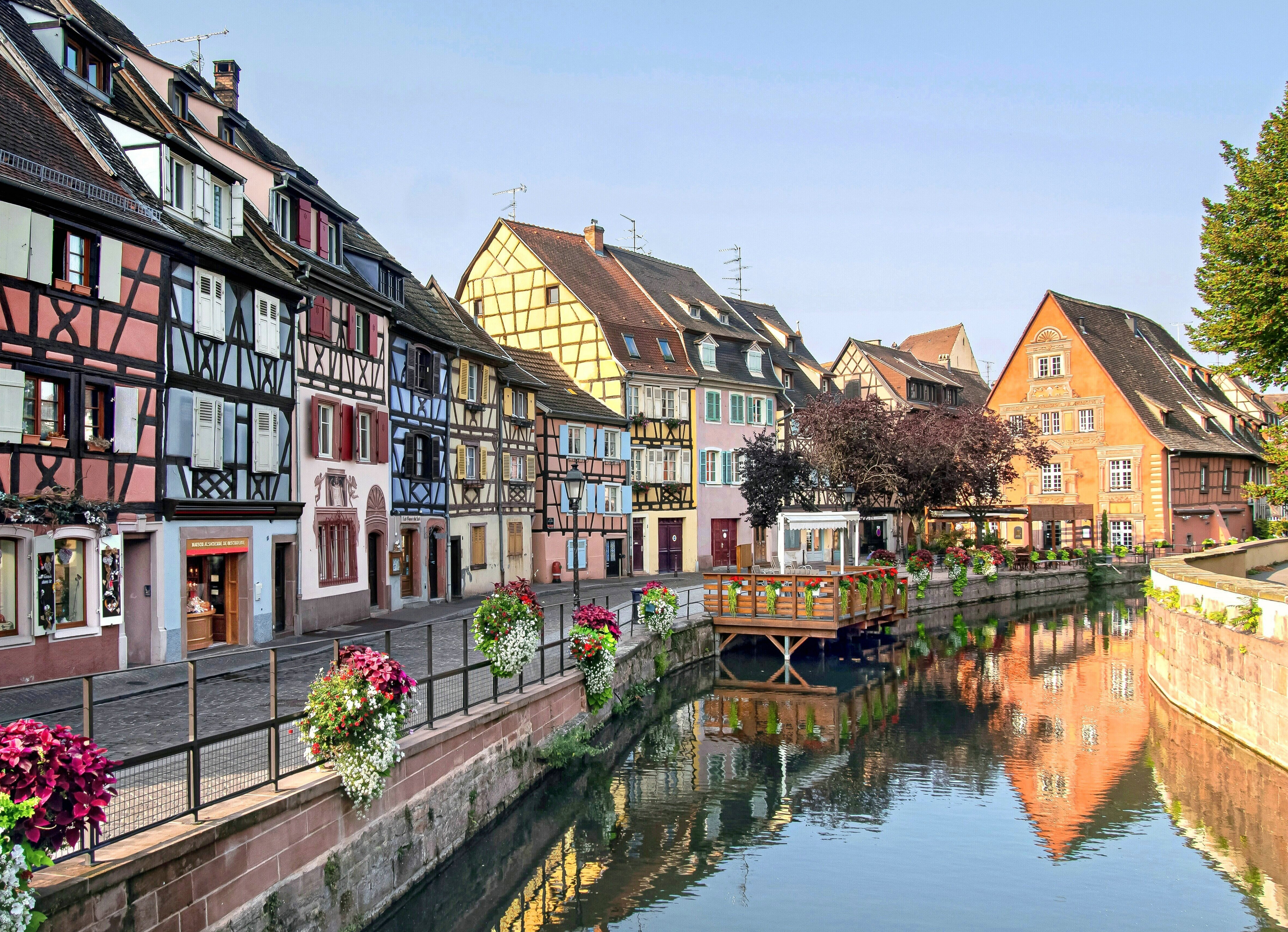
… am Quai de la Poissonnerie …
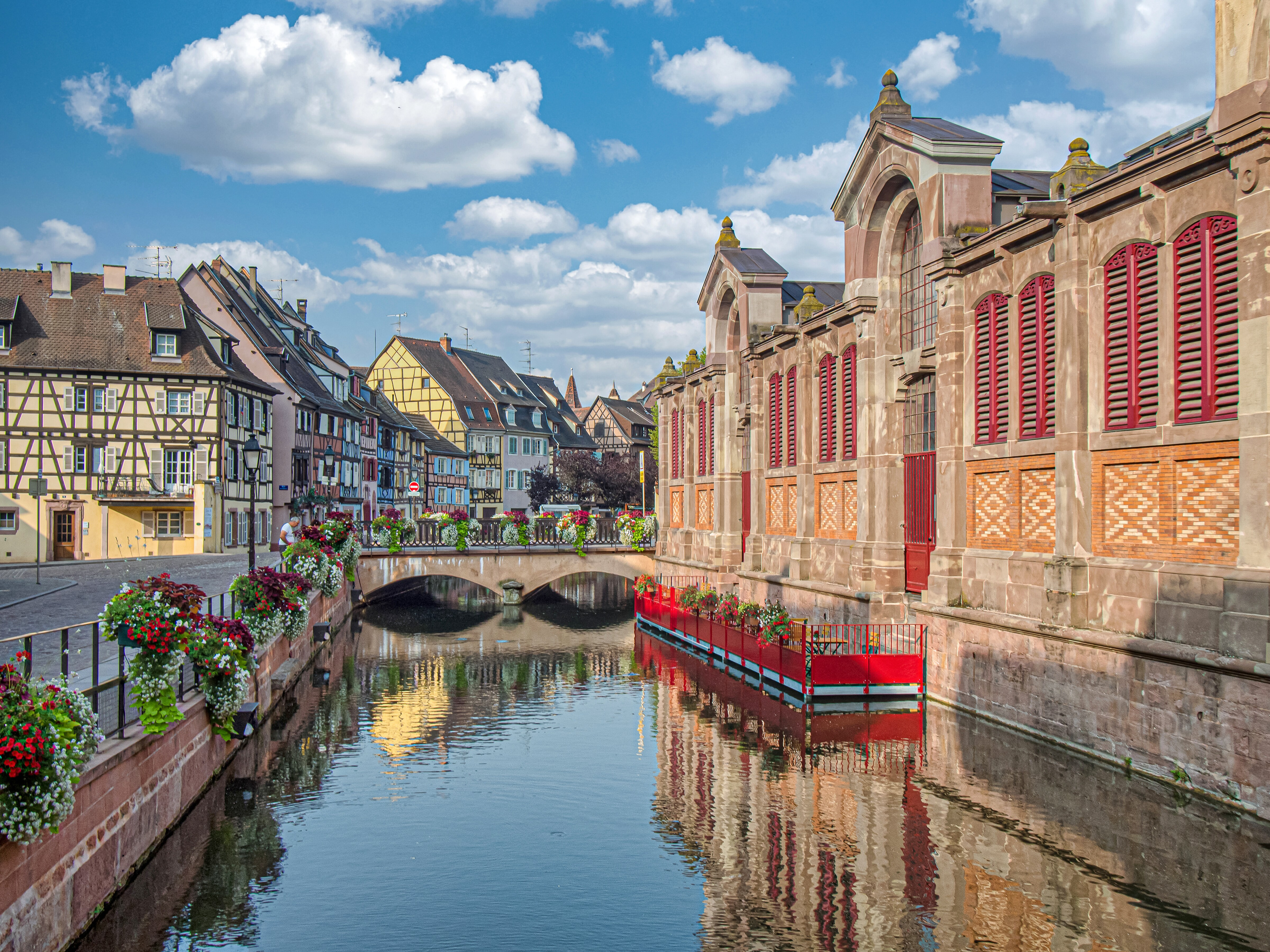
… und an der Markthalle.
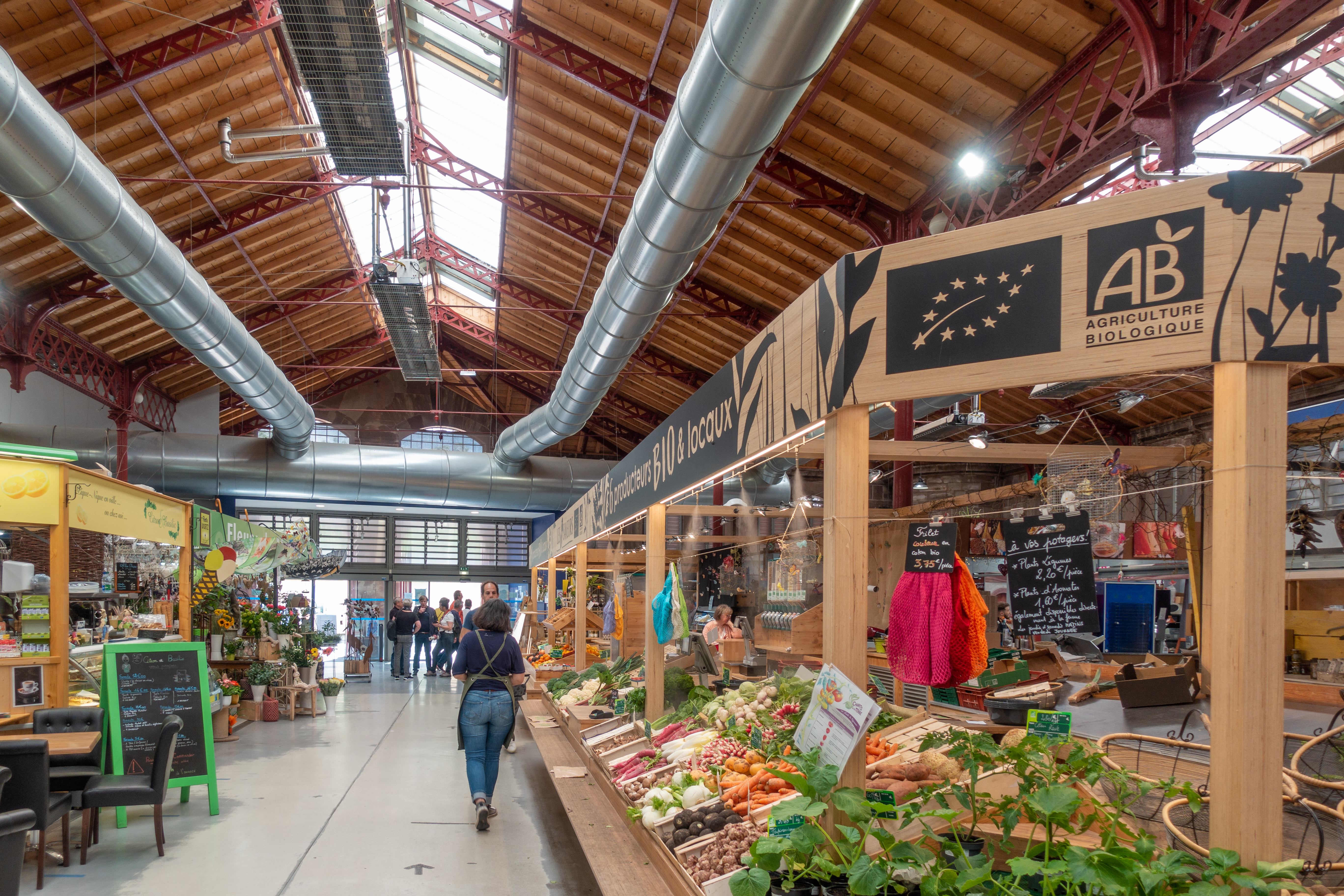
Markthalle, Innenansicht
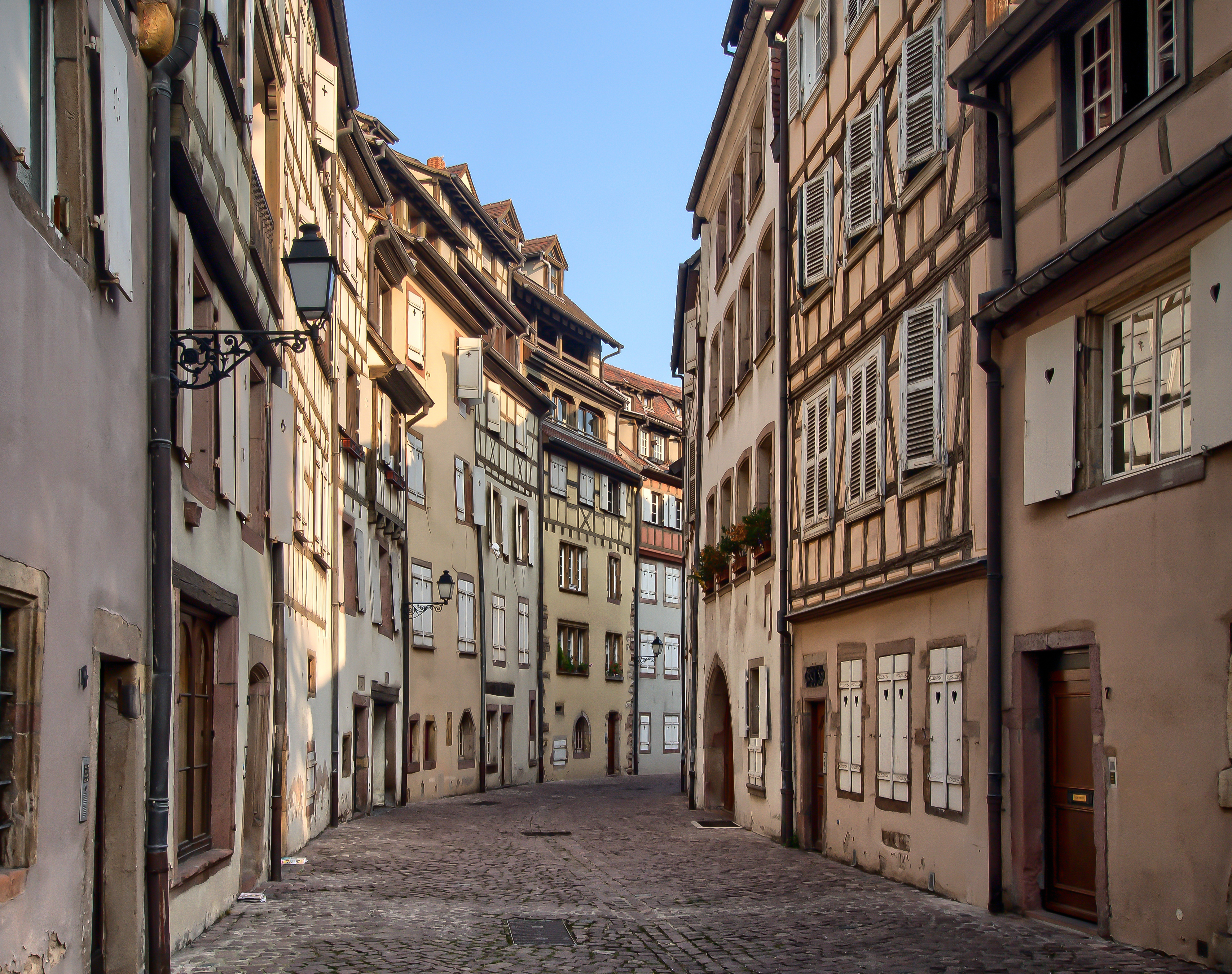
Petite rue des Tanneurs
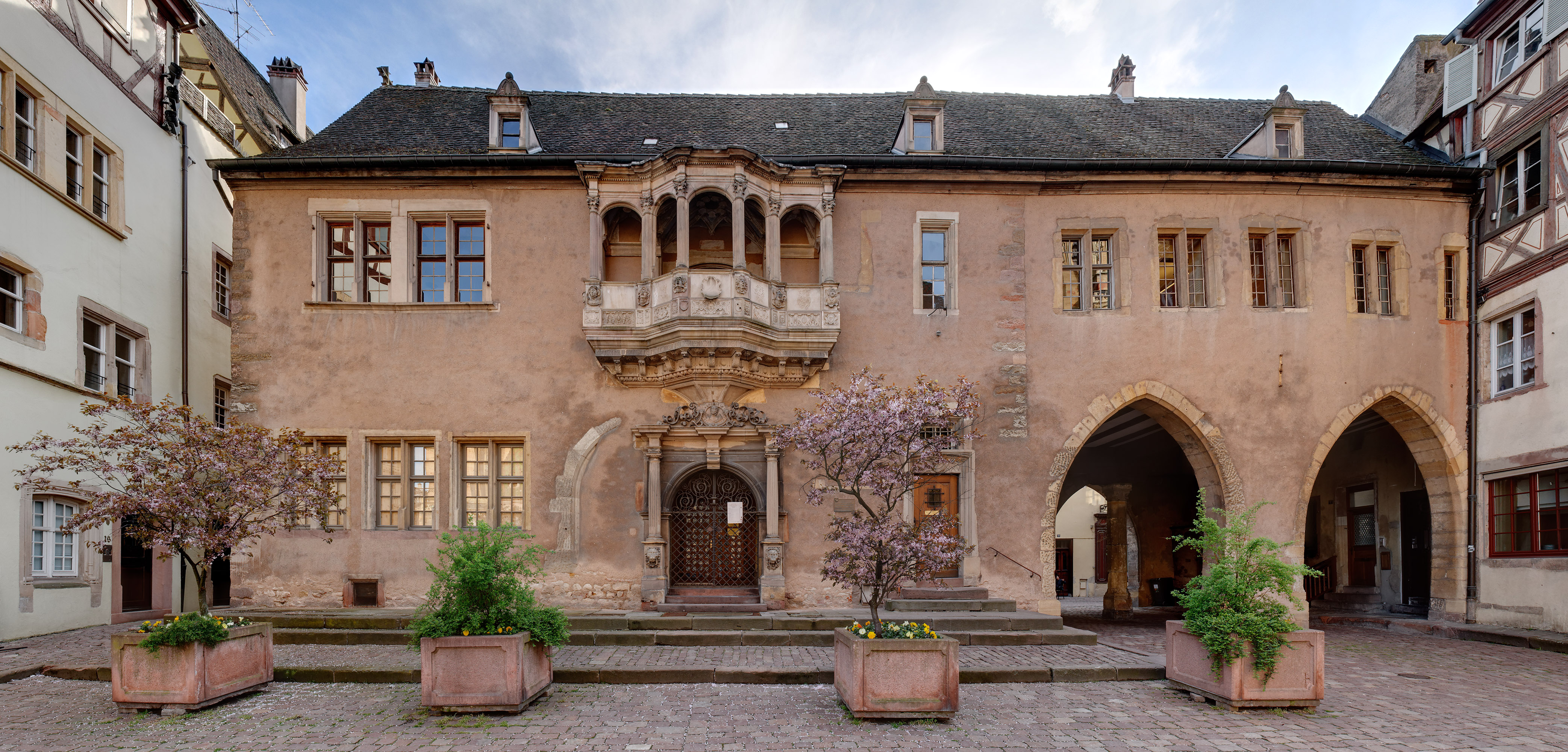
Corps de Garde
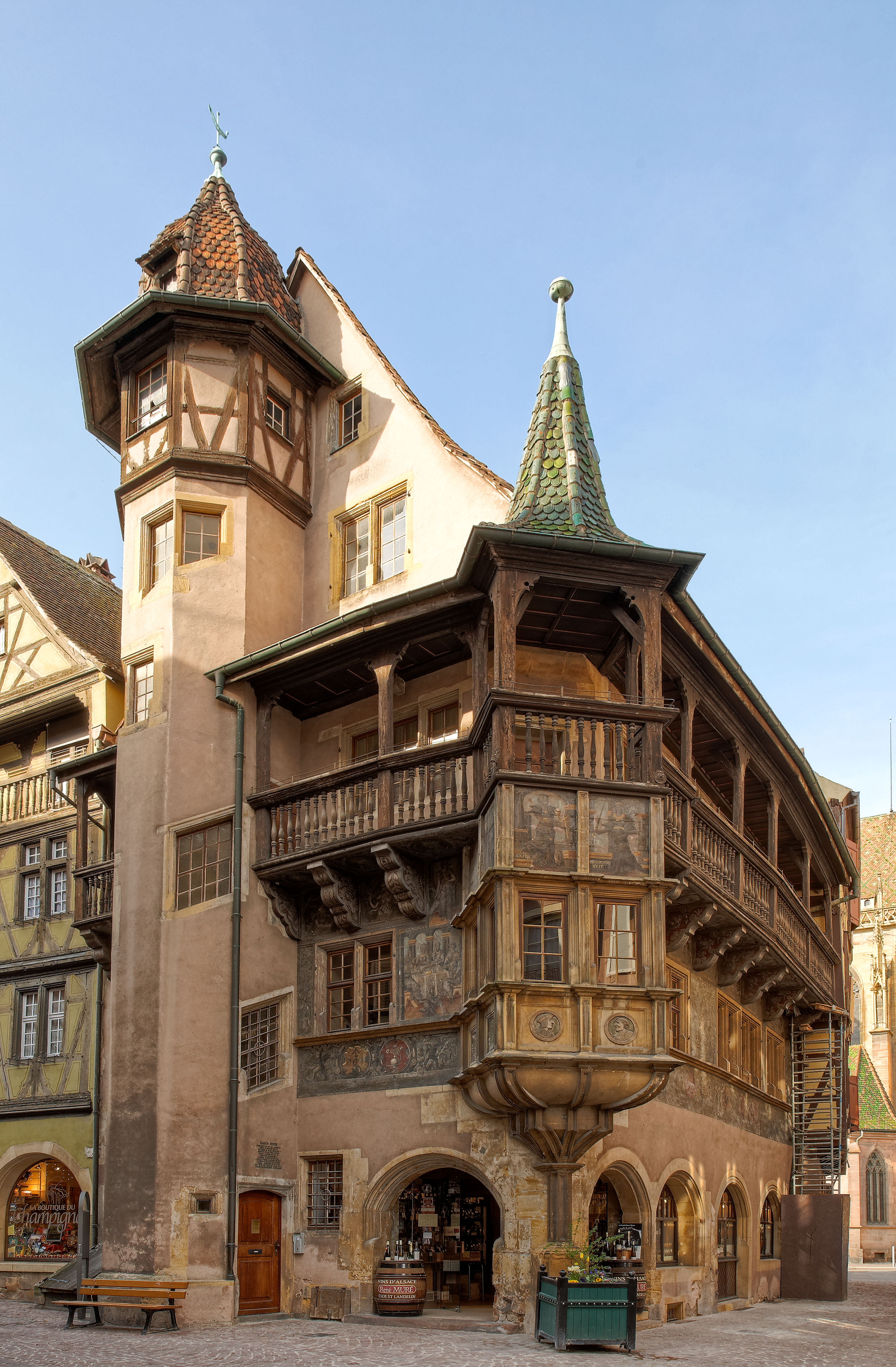
Maison Pfister
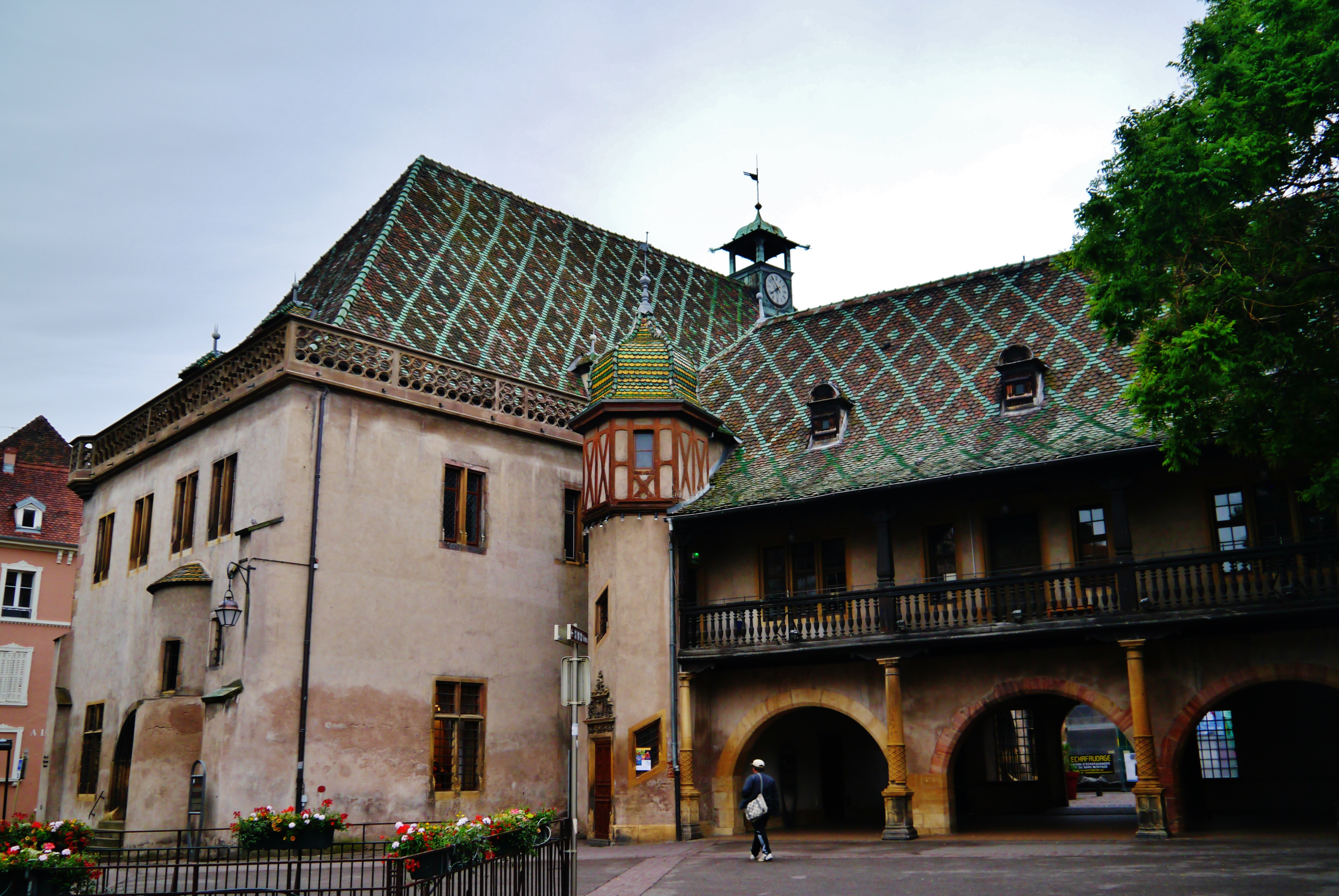
Koïfhus
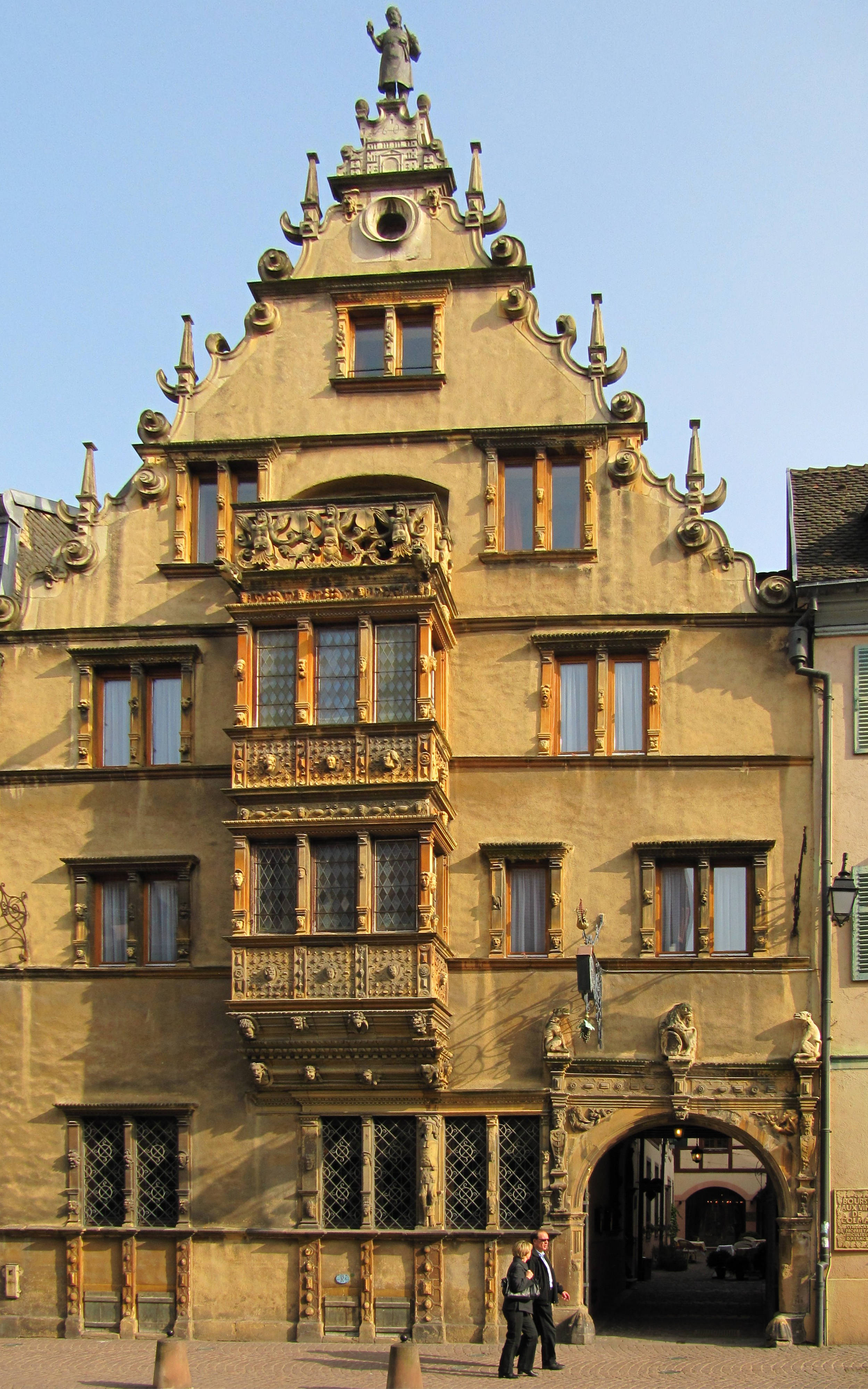
Maison des têtes
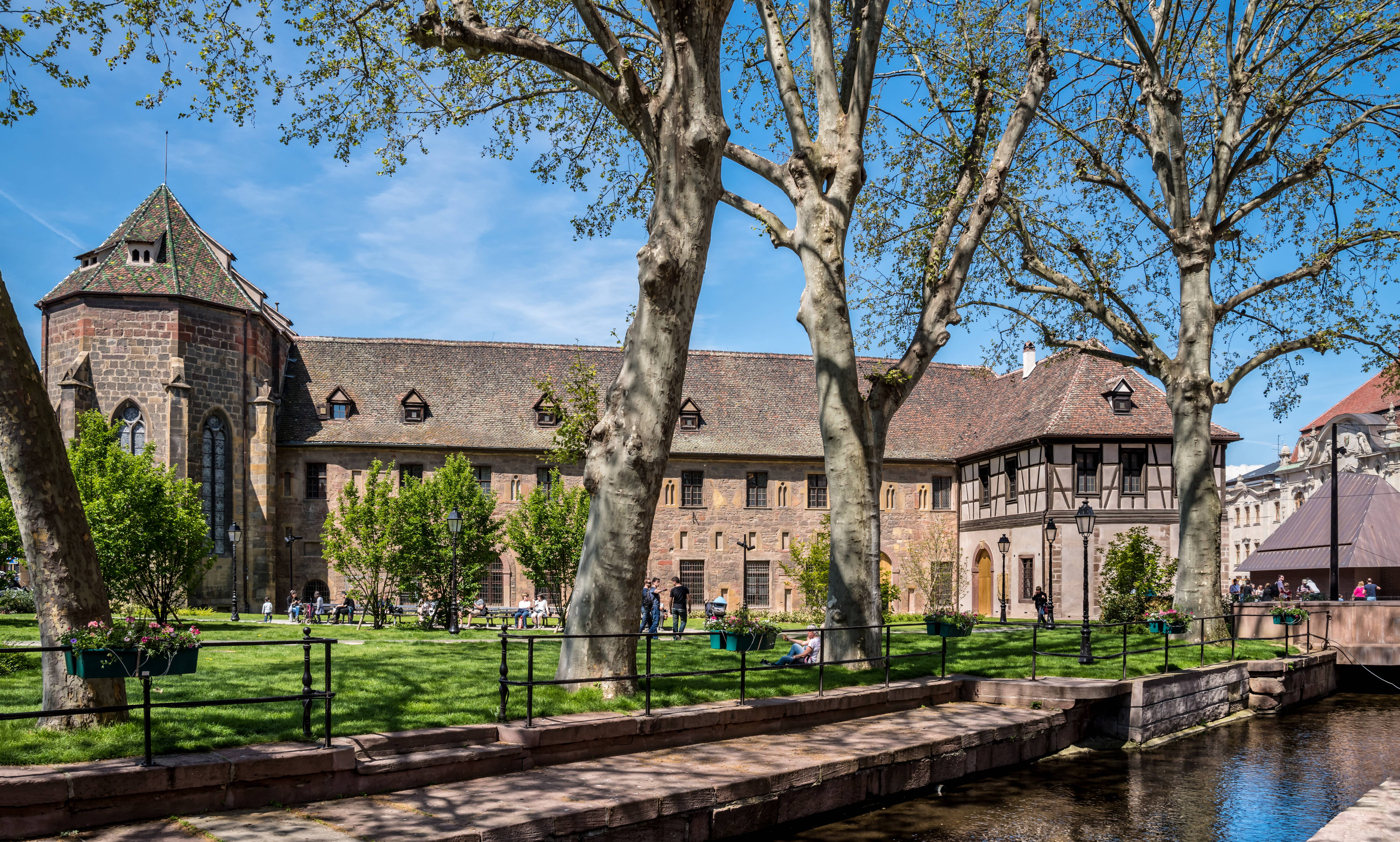
Musée d’Unterlinden
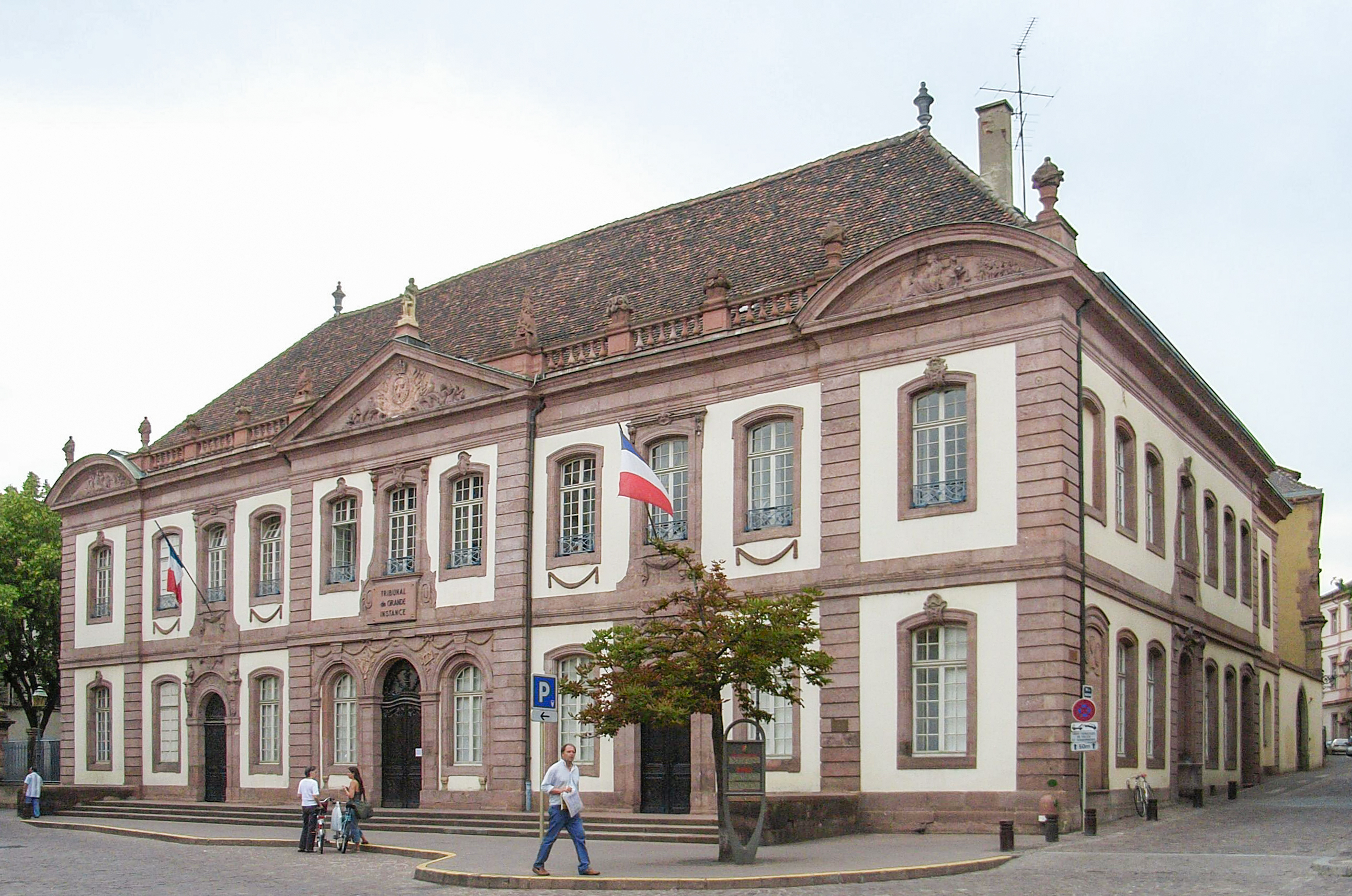
Tribunal de Grande Instance
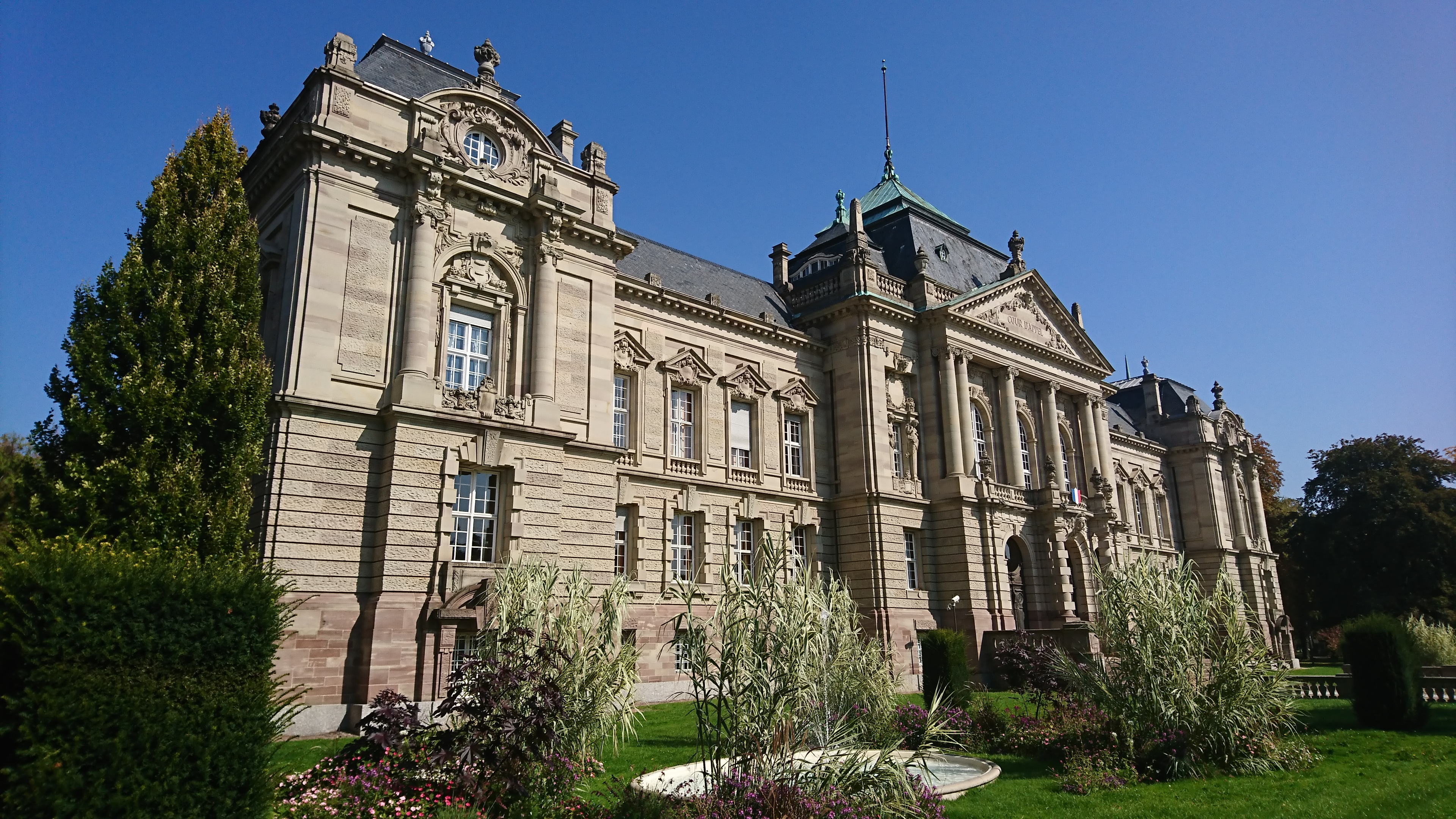
Cour d’appel
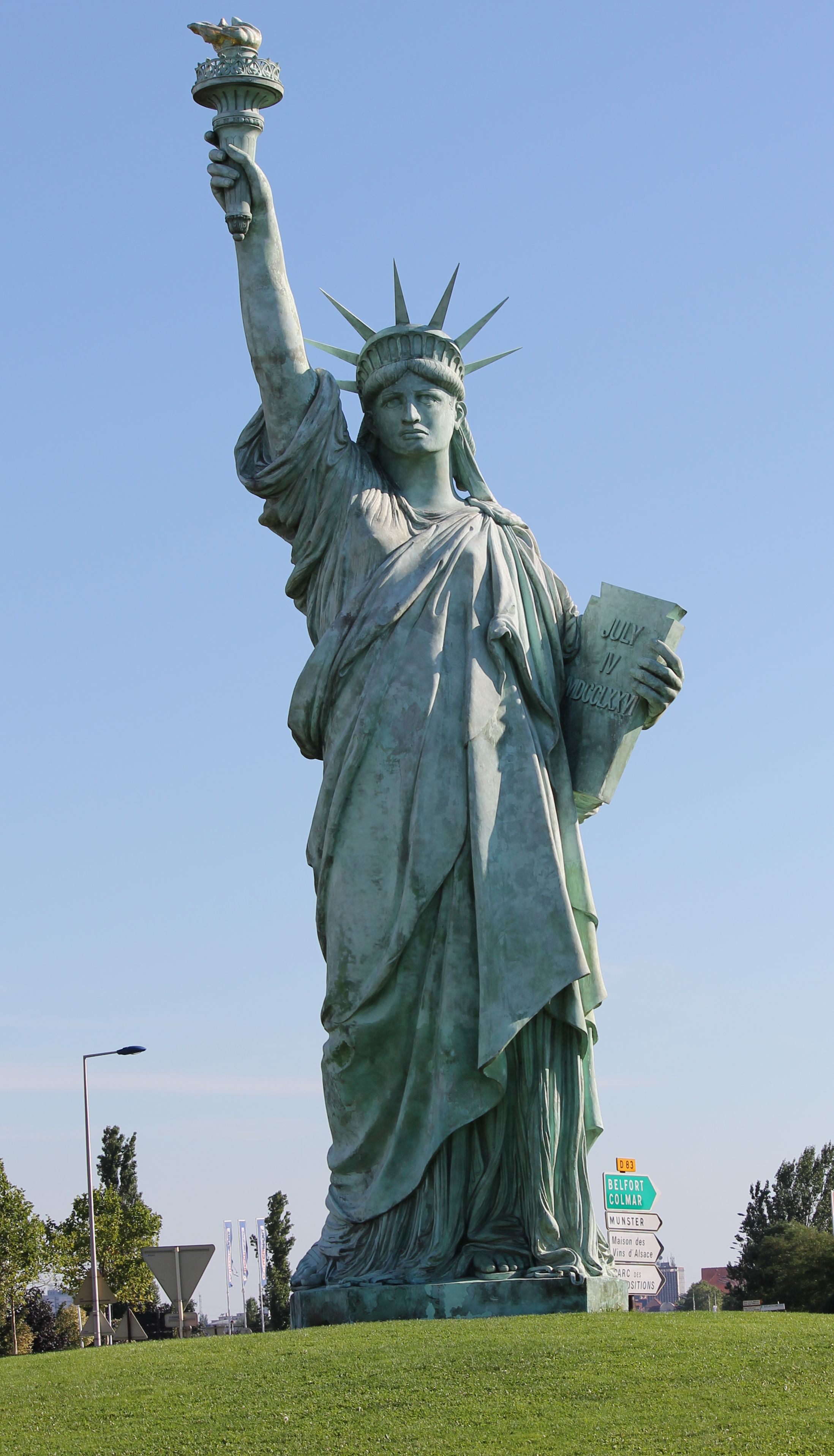
12 m hohe Kopie der Freiheitsstatue in Colmar
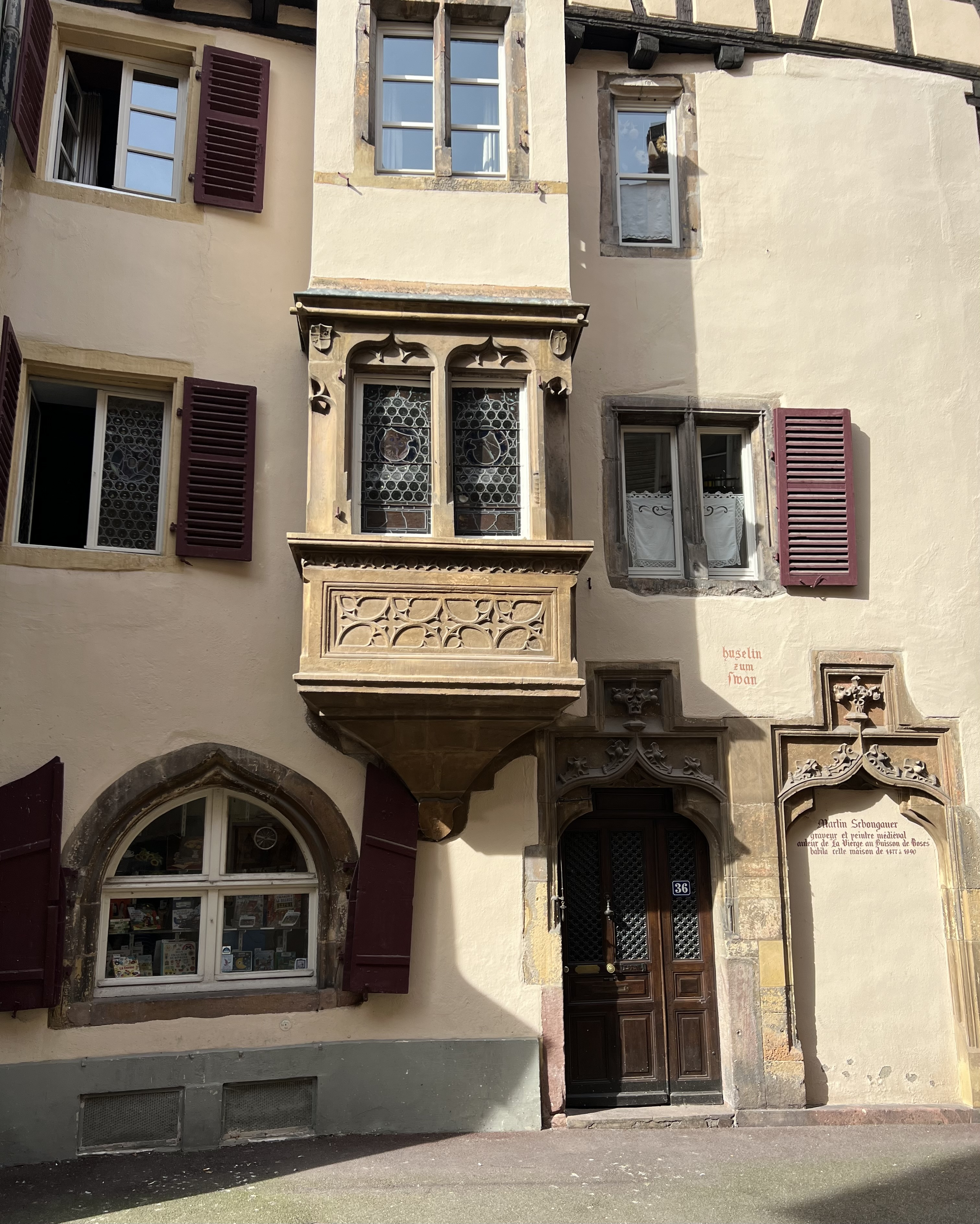
Schongauerhaus

Nachbauten in Malaysia
Das Bukit Tinggi Resort Colmartropicale Bentong ist eine Kopie der Colmarer Altstadt in Malaysia, eine Autostunde oder 60 Kilometer nordöstlich von Kuala Lumpur.

Ein Stück nördlich davon steht in den Berjaya Hills eine Nachbildung der Hohkönigsburg, in der ein Bio-Luxushotel betrieben wird.

### Museen

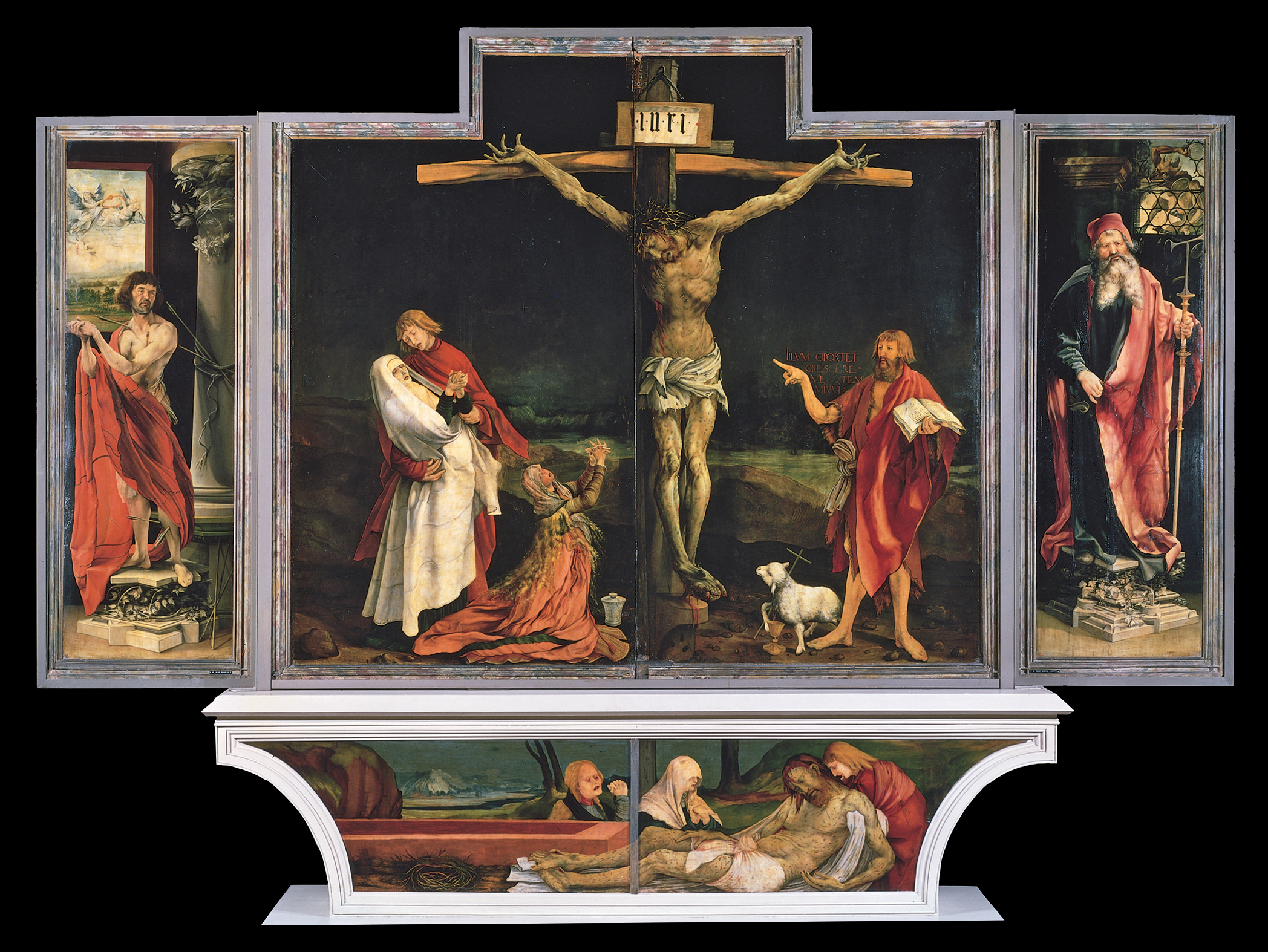
»Isenheimer Altar« im Unterlinden-Museum

- Im Unterlinden-Museum befindet sich der Anfang des 16. Jahrhunderts entstandene Isenheimer Altar von Matthias Grünewald. Von Martin Schongauer, Lucas Cranach dem Älteren und Hans Holbein dem Älteren sind hier ebenfalls Werke ausgestellt. Daneben werden mittelalterliche Kunst, Kunsthandwerk, archäologische Funde aus der Umgebung sowie Werke der ägyptischen und griechischen Antike ausgestellt. Der Fundus an moderner und zeitgenössischer Kunst wurde wegen Platzmangels nur unregelmäßig zur Schau gestellt, daher gab es eine Erweiterung des Museums auf das angrenzende ehemalige Schwimmbad mit einem Neubau von Herzog & de Meuron.[25] Dieses Museum ist das meistbesuchte Museum Frankreichs außerhalb von Paris.
- Seit 1922 befindet sich im Geburtshaus des Bildhauers Auguste Bartholdi das Bartholdi-Museum. Es umfasst die größte Sammlung von Werken von Bartholdi und beherbergt auch eine Abteilung zur Geschichte der jüdischen Gemeinde Colmars.
- Seit 1859 besitzt die Stadt auch ein Museum für Natur- und Völkerkunde.
- Seit 1993 beherbergt Colmar ebenfalls ein reichhaltiges Spielzeugmuseum (Musée du jouet).[26]
- Das 1884 erbaute ehemalige Wasserwerk der Stadt beherbergt heute das „Museum der städtischen Fabriken“ (Musée des usines municipales), eine Sammlung industrieller und technischer Exponate
- Die Colmarer Stadtbibliothek (Bibliothèque municipale de Colmar) besitzt eine der frankreichweit umfangreichsten Sammlungen von Wiegendrucken mit über 2300 verschiedenen Bänden.[27] Diese Zahl ist außergewöhnlich für eine Stadt, die kein Hauptsitz einer bedeutenden Universität ist, und erklärt sich durch die Enteignungen von Klöstern und Abteien der Umgebung während der französischen Revolution und die daraus hervorgegangenen Schenkungen an die Stadtverwaltung. Stand 2018 laufen Bauarbeiten für ein neues Museum, wo diese Sammlung ab November 2019 der Öffentlichkeit zugänglich gemacht werden soll.[28][veraltet]

### Theater
- Théâtre municipal de Colmar

### Sport
Größter und landesweit bekanntester Sportverein der Stadt ist der 1920 gegründete Sports Réunis, der im Fußball sowohl schon in der höchsten französischen als auch der damals obersten deutschen Liga vertreten war. Die erste Mannschaft von SRC trägt ihre Heimspiele im Colmar Stadium aus.

### Musik
Alljährlich seit 1980 findet im Sommer das Colmarer internationale Festival klassischer Musik (Festival international de musique classique de Colmar) statt. Erster künstlerischer Leiter war 1980–1989 der deutsche Dirigent Karl Münchinger. Seit 1989 untersteht das Festival der künstlerischen Leitung des russischen Violinisten und Dirigenten Wladimir Spiwakow.
Von 1837 bis 1854 war der deutsche Musiker Martin Vogt Chorleiter und Organist im Martinsmünster. Laut Konzertorganist Gerd Hofstadt war Vogt damals der meistverlegte Komponist von Kirchenmusik im Elsass und in der Nordschweiz.

## Wirtschaft und Infrastruktur

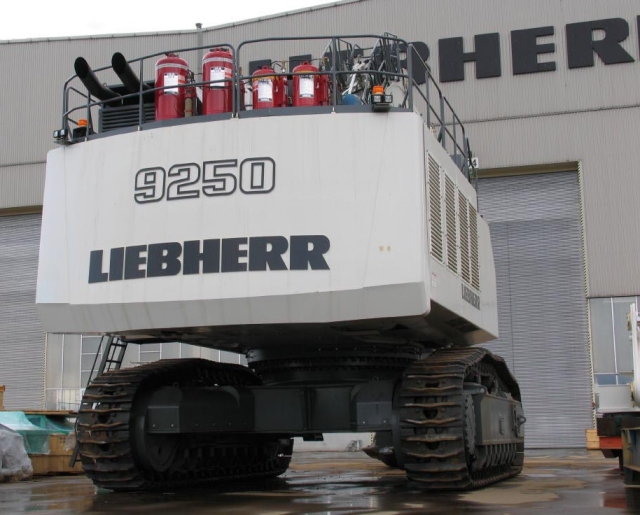
Raupenbaggerwerk Liebherr in Colmar

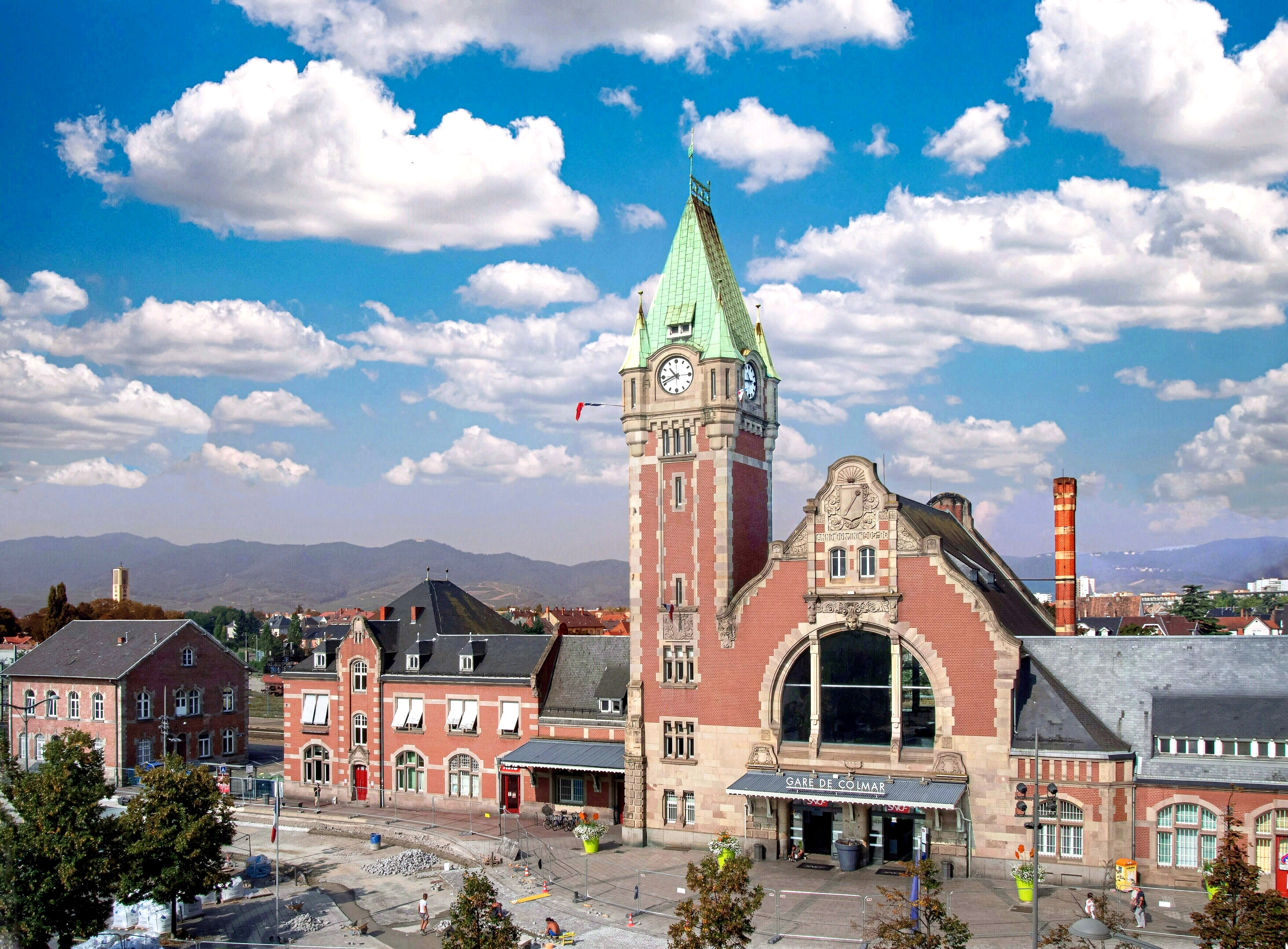
Empfangsgebäude des Bahnhofs

Colmar ist der europäische oder französische Sitz mehrerer bedeutender Unternehmen, z. B. des US-amerikanischen Konzerns Timken und der Unternehmen Liebherr und Leitz. Daneben stellt der Tourismus eine weitere wichtige Einnahmequelle der Stadt dar. Colmar liegt am Rande des regionalen Naturparks Ballons des Vosges, mit dem die Stadt assoziiert ist. Im Norden des Stadtgebietes sind etwa 200 ha mit Weinreben bepflanzt.
Durch den Flughafen Colmar ist die Stadt an den Luftverkehr angeschlossen. Daneben existierte 20 Kilometer südlich der Stadt bis 2010 der Militärflugplatz Colmar-Meyenheim.
Der Bahnhof Colmar ist ein wichtiger Eisenbahnknoten an der Bahnstrecke Strasbourg–Basel, deren Abschnitt Benfeld–Colmar am 25. Oktober 1840 von der Compagnie du chemin de fer de Strasbourg à Bâle eröffnet wurde. Am 15. August 1841 ging die südliche Verlängerung nach Mulhouse in Betrieb, 1868 folgte eine Zweigstrecke von Colmar nach Metzeral und 1878 eine weitere nach Neuf-Brisach. 1885 und 1890 kamen meterspurige Schmalspurbahnen nach Marckolsheim und Lapoutroie hinzu. Der Personenverkehr nach Lapoutroie wurde am 16. Dezember 1944, zum 31. Dezember 1945 jener nach Marckolsheim eingestellt. Aktuell wird der Bahnhof von TGV-Hochgeschwindigkeitszügen und Regionalzügen des TER Grand Est bedient.
Der europäische Radwanderweg von Colmar nach Freiburg führt durch das Elsass und den Breisgau und überquert bei Breisach den Rhein.

## Bildung
Colmar teilt sich die Universität des Oberelsass (Université de Haute-Alsace) mit dem benachbarten, größeren Mülhausen. Von den insgesamt circa 8.000 Studenten der UHA machen etwa 1.500 eine Ausbildung am Institut universitaire de technologie (IUT) von Colmar, an der Colmarer Zweigstelle der Faculté des Sciences et Techniques sowie an der Unité de Formation et de Recherche Pluridisciplinaire d’Enseignement Professionnalisé Supérieur (UFR P.E.P.S.).

## Städtepartnerschaften
Colmar gehört zu einem Kreis von vier Städten, die seit 1962 durch eine Partnerschaft miteinander verbunden sind. Die drei anderen sind:
- Schongau in Bayern (Deutschland)
- Lucca in der Toskana (Italien)
- Sint-Niklaas in Flandern (Belgien)

Weitere Partnerschaften unterhält Colmar mit
- Abingdon im Vale of White Horse District, Oxfordshire (Vereinigtes Königreich), seit 1978; diese Partnerschaft ersetzte eine ursprünglich mit Hyde (Greater Manchester) geschlossene Partnerschaft
- Eisenstadt im Burgenland (Österreich), seit 1984
- Princeton in New Jersey (USA), seit 1987; Anlass für diese Partnerschaft war die Restaurierung der Freiheitsstatue in New York City
- Győr (Ungarn), seit 1993
- Memmingen (Deutschland)

## Persönlichkeiten

### Söhne und Töchter der Stadt

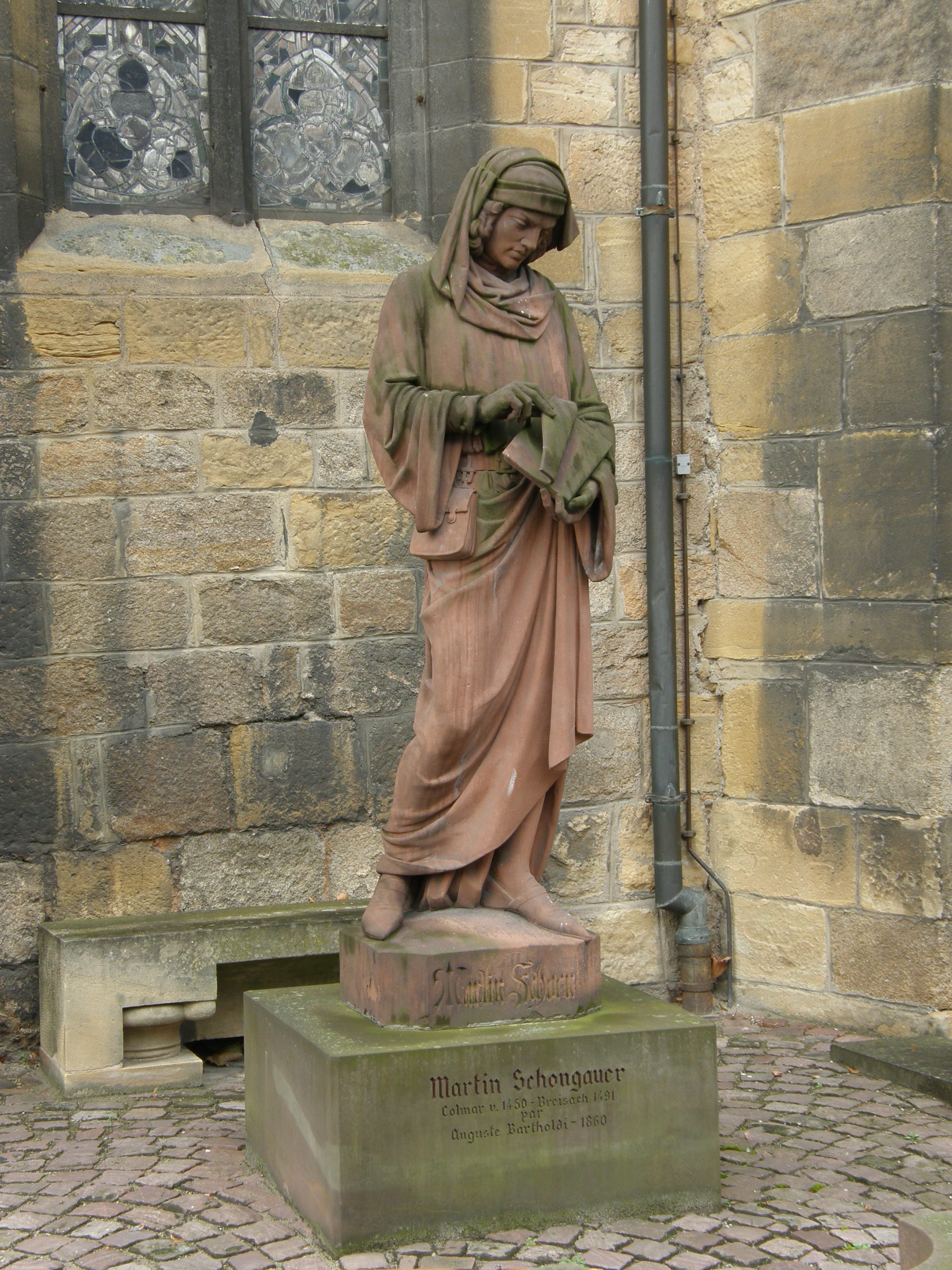
Martin Schongauer, in Stein gehauen von Frédéric-Auguste Bartholdi

- Colmarer Dominikanerchronist (1221–um 1305)
- Caspar Isenmann (um 1430–nach 1480), deutscher Maler
- Michael Friburger (* um 1440), Betreiber der ersten Druckerei in  Frankreich
- Martin Schongauer (1450–1491), deutscher Kupferstecher und Maler (Bruder von Ludwig Schongauer)
- Ludwig Schongauer (vor 1450–1494), deutscher Kupferstecher und Maler (Bruder von Martin Schongauer)
- Jörg Wickram (um 1505–1562), deutscher Schriftsteller
- Johann Balthasar Schneider (1612–1656), Jurist und elsässischer Gesandter bei den Verhandlungen zum Westfälischen Frieden
- Anton Schott (1636–1684), deutscher Politiker und Gesandter am Reichstag in Regensburg
- Johann Heinrich Horb (1645–1695), evangelischer und pietistischer Theologe
- Johann Georg Rohr (1666–1722), Glockengießer in Heilbronn
- Johann Jakob Schumacher (1701–1767), elsässisch-russischer Architekt
- Marianne-Hélène de Mottes (1704–1769), französische Schauspielerin
- Sigmund Billings (1732–1796), deutscher Schulmann, Regionalhistoriker und evangelischer Geistlicher
- Gottlieb Konrad Pfeffel (1736–1809), deutscher Schriftsteller, Militärwissenschaftler und Pädagoge
- Jean François Reubell (Rewbell) (1747–1807), französischer Revolutionär, Mitglied des Direktoriums
- Johann Michael Haussmann (1749–1824), Textilfabrikant und Chemiker
- Nikolaus Sebastian Simon (1749–1802), Jurist und Politiker sowie Präfekt im Département de la Roer
- Jean Dagobert d’Aigrefeuille (1753–1816), Politiker, Jurist und Theologe in Frankreich, der Schweiz und im Département du Mont-Tonnerre
- Nicolas Haussmann (1760–1846), Mitglied der gesetzgebenden Nationalversammlung und des Nationalkonvents
- Jean Rapp (1771–1821), französischer Generalleutnant und Graf
- Johann Georg Haffner (1775–1830), deutsch-französischer Arzt und Gründer des Kurorts Zoppot
- Carl Friedrich Pfeffel (1775–1858), Frankfurter Handelsmann, Bankier und Abgeordneter
- Johann Stephan Decker (1783–1844), österreichischer Porträtmaler und Lithograph
- Charles Xavier Thomas de Colmar (1785–1870), französischer Erfinder
- Marie Bigot (1786–1820), französische Pianistin und Komponistin, befreundet mit Haydn und Beethoven
- Theodor Franz Xaver Hunkler (1794–1853), deutscher katholischer Theologe, Schulmann, elsässischer Regionalhistoriker und Biograph
- Armand Joseph Bruat (1796–1855), französischer Admiral
- Frédéric Kuhlmann (1803–1881), Chemiker und Industrieller
- Georges-Charles de Heeckeren d’Anthès (1812–1895), französischer Politiker, tötete Puschkin im Duell
- Virginie Griess-Traut (1814–1898), französische Feministin und Pazifistin
- Albert Decker (1817–1871), österreichischer Maler und Lithograph sowie Schauspieler
- Victor Chauffour (1819–1889), Hochschullehrer an der Universität Straßburg und Politiker
- Auguste Nefftzer (1820–1876), französischer Journalist
- Frédéric-Auguste Bartholdi (1834–1904), französischer Bildhauer, Schöpfer der New Yorker Freiheitsstatue
- Marie-Antoinette Lix (1839–1909), französisch-polnische Kriegsheldin und Gouvernante
- Camille Sée (1847–1919), französischer Politiker, Förderer der weiterführenden Bildung für Mädchen
- Emile André Kiener (1859–1928), Industrieller und Landtagsabgeordneter
- Robert Emanuel Schmidt (1864–1938), deutscher Chemiker und Direktor der Elberfelder Farbenfabriken, vorm. Friedr. Bayer & Co.
- Jean-Baptiste Lemire (1867–1945), französischer Komponist
- Rudolf Schwander (1868–1950), deutscher Politiker
- Frédéric Henri Wolff (1869–1914), französischer Offizier
- Jean-Jacques Waltz (1873–1951), Zeichner und Heimatforscher
- Laurent Joseph Hildwein (1877–1947), deutscher Lehrer und Abgeordneter des Provinziallandtages der Provinz Hessen-Nassau
- Sophie Wolf (1880–1938), Opernsängerin
- Karl Kurz (1881–1960), deutscher Pädagoge, Physiker und Landesschulrat in Bremen
- Ernst Stadler (1883–1914), elsässischer Lyriker
- Alexander Schlemmer (1885–1968), deutscher Regierungs- und Landrat
- Hans Wiltberger (1887–1970), deutscher Komponist und Musiklehrer
- Kurt Verch (1893–1985), deutscher Plastiker und Grafiker
- Emil Kornsand (1894–1973), deutsch-amerikanischer Violinist, Bratschist und Komponist
- Joseph Müller-Blattau (1895–1976), deutscher Musikwissenschaftler und Kulturfunktionär
- Paul Coelestin Ettighoffer (1896–1975), deutscher Schriftsteller
- Ernst Zündorf (1897–1964), deutscher Motorradrennfahrer
- Hans von Seemen (1898–1972), deutscher Chirurg und Hochschullehrer
- Joseph Rey (1899–1990), französischer Politiker, Oberbürgermeister von Colmar und Pionier der deutsch-französischen Versöhnung
- Kurt Ihlenfeld (1901–1972), deutscher Schriftsteller
- Henri Matter (1901–1983), Schwimmer
- Richard Wagner (1902–1973), deutscher Agraringenieur und Politiker (NSDAP)
- Alice Stoffel (1905–1983), Schwimmerin
- Paul Wormser (1905–1944), französischer Degenfechter, Bronzemedaillen-Gewinner bei Olympia
- Marius Zwiller (1905–2000), französisch-US-amerikanischer Schwimmer
- Ferdinand Schoen (1906–1984), deutscher Rechtsmediziner, Hochschullehrer und NS-Funktionär
- Hansjörg Schmitthenner (1908–1993), deutscher Dramaturg
- Michel Hausser (1927–2024), Jazzvibraphonist
- André Weber (1928–1996), Schauspieler
- Bernard Schmitt (1929–2014), Wirtschaftswissenschaftler und Begründer der „Quantum Ökonomie“
- Freddy Raphaël (* 1936), Soziologe
- Guy Roux (* 1938), französischer Fußballtrainer
- Alfred Wahl (* 1938), Geschichtswissenschaftler und Fußballsoziologe
- Michael Cöllen (* 1944), deutscher Psychologe, Paar- und Sexualtherapeut und Fachautor
- Gerd Gerber (1944–2018), von 1992 bis 2008 Oberbürgermeister der Stadt Weingarten
- Jean-Claude Schmitt (* 1946), Mediävist und Hochschullehrer
- Pierre Moerlen (1952–2005), Schlagzeuger und Komponist
- Rodolphe Burger (* 1957), Komponist, Gitarrist und Sänger
- Pierre Hermé (* 1961), Konditor und Unternehmer
- Jean-François Klein (1961–2018), Schweizer Bauingenieur
- Thomas Bloch (* 1962), Musiker
- Philippe Bohrer (* um 1962), Koch
- Éric Straumann (* 1964), Politiker
- Pascal Elbé (* 1967), Schauspieler, Drehbuchautor und Filmregisseur
- Armand Schiele (* 1967), Skirennläufer
- Marc Keller (* 1968), Fußballspieler
- Cendrine Wolf (* 1969), Jugendbuchautorin
- Olivier Abbou (* 1973), Drehbuchautor, Filmregisseur und Filmproduzent
- François Keller (* 1973), Fußballspieler und -trainer
- Daniel Fehrenbacher (* 1979), Koch
- Pascal Johansen (* 1979), Fußballspieler
- Thomas Frey (* 1984), Skirennläufer
- Amaury Bischoff (* 1987), Fußballspieler
- Fabien Schmidt (* 1989), Straßenradrennfahrer
- Ryad Boudebouz (* 1990), algerisch-französischer Fußballspieler
- Yanis Lenne (* 1996), Handballspieler
- Arthur Lenne (* 2001), Handballspieler
- Pierre Gautherat (* 2003), Radrennfahrer

### In Colmar haben gewirkt
- Johannes Hoffmeister (1509/1510–1547), deutscher Theologe und Augustiner
- Johann Jacob Wecker (1528–1586), Schweizer Arzt und Philosoph, Stadtphysicus
- Johann Friedrich Butenschoen (1764–1842), deutscher Pädagoge, Journalist und einer der Väter der pfälzischen Kirchenunion.
- Heinrich Wiltberger (1841–1916), deutscher Komponist, Dirigent und Musikpädagoge
- Charles Hindelang (1865–1943), Landtagsabgeordneter.
- Wilhelm Götz (1898–1965), Oberbürgermeister

## Trivia
In Georges Simenons Kriminalgeschichte Maigret stellt eine Falle hängt eine wichtige Spur an einem Knopf von „Colmarer Qualität, wie sie nur in Colmar produziert“ wird.